# Список лауреатов премий «Эмми», «Грэмми», «Оскар» и «Тони»

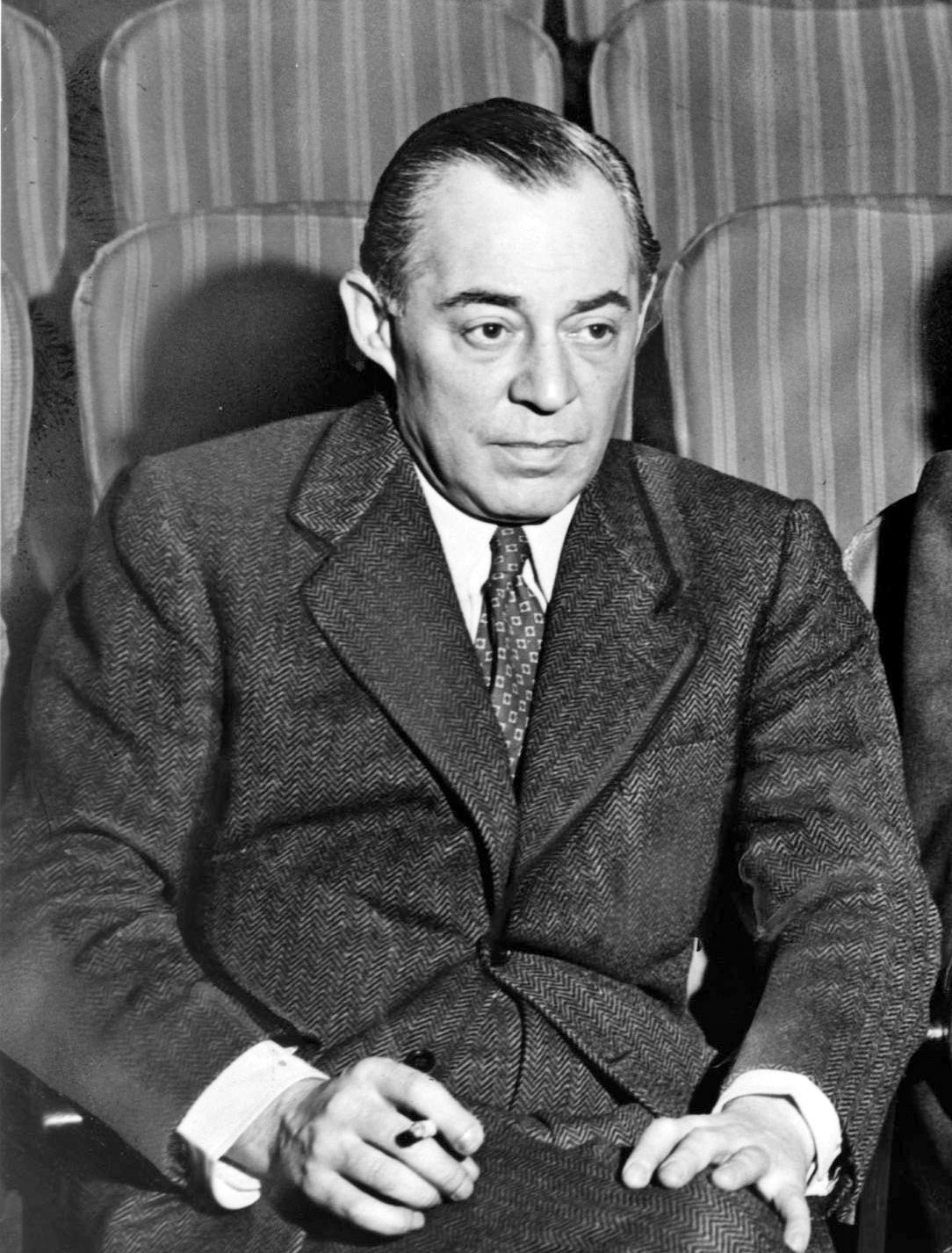
Ричард Роджерс, первый человек, который выиграл ЭГОТ или ПЭГОТ (включая Пулитцеровскую премию)

ЭГОТ (англ. EGOT), аббревиатура для премий «Эмми» (англ. Emmy), «Грэмми» (англ. Grammy), «Оскар» (англ. Oscar) и «Тони» (англ. Tony), — это обозначение, присвоенное людям, получившим все четыре награды. Соответственно, эти люди обладают выдающимися достижениями в области телевидения, звукозаписи, кино и театра. По состоянию на 2025 год всеми четырьмя премиями обладает двадцать один человек, и ещё шесть получили почётные или специальные премии.
Аббревиатура ЭГОТ была придумана актёром Филиппом Майклом Томасом в конце 1984 года, когда его роль в новом популярном телесериале «Полиция Майами» принесла ему мгновенную известность. Он заявил о желании достичь ЭГОТ в течение пяти лет. Под буквой «Э» (англ. E) актёр подразумевал Прайм-таймовую (англ. Primetime Emmy Award), а не Дневную премию «Эмми» (англ. Daytime Emmy) или иные награды Эмми. Тем не менее трое из 19 победителей ЭГОТ выиграли только Дневную «Эмми». Сам Филипп Майкл Томас ни разу не был номинирован ни на одну из четырёх премий.
Термин вошёл в общественное сознание в 2010-х годах после трансляции 4-го сезона ситкома «Студия 30», в котором фигурировал персонаж Трейси Джордан (сыгран Трейси Морганом), намеревающийся достичь ЭГОТ.
Существует также вариант ПЭГОТ (англ. PEGOT), определения которого разнятся. Некоторые источники утверждают, что буква «П» (англ. P) относится к премии Пибоди (англ. Peabody Award), в то время как другие — что это означает Пулитцеровскую премию (англ. Pulitzer Prize). По состоянию на 2025 год, только Барбра Стрейзанд, Майк Николс и Рита Морено достигли этого статуса, выиграв «Пибоди», в то время как Ричард Роджерс и Марвин Хэмлиш выиграли Пулитцеровскую премию наряду c ЭГОТ.

## Победители (только конкурентные премии)

### Ричард Роджерс

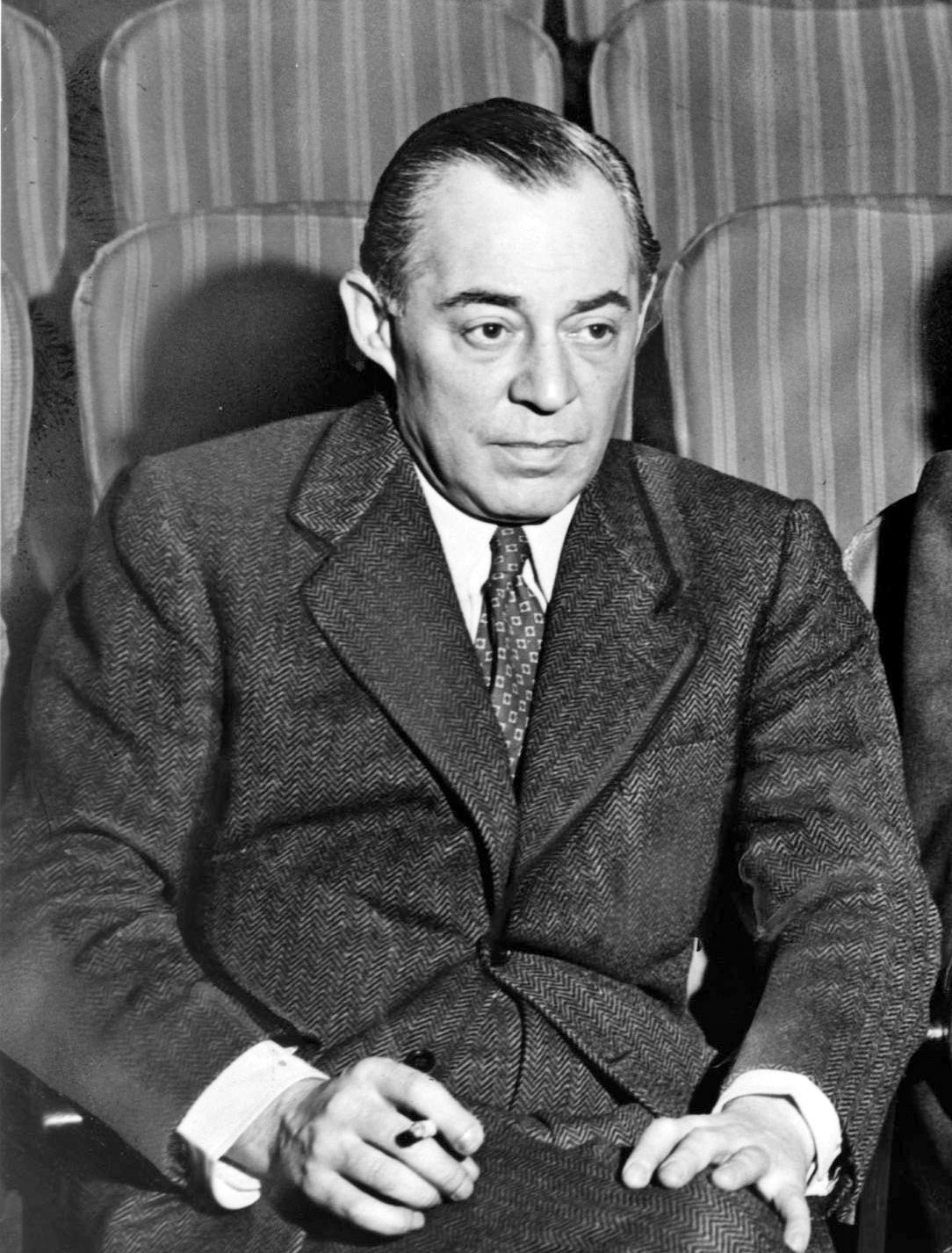
В 1962 году Ричард Роджерс стал первым человеком, получившим все четыре награды

Ричард Роджерс (1902—1979), композитор, получивший четвёртую награду в 1962 году. Между 1945 и 1979 годами Роджерс получил в общей сложности 13 наград. Он также стал первым обладателем ЭГОТ, получившим Оскар в качестве первой награды.
- Оскар:
  1. 1945: Лучшая песня — «It Might as Well Be Spring» к фильму «Ярмарка»
- Прайм-таймовая Эмми:
  1. 1962: Выдающиеся достижения в сочинительстве музыки — Winston Churchill: The Valiant Years
- Грэмми:
  1. 1960: Лучший альбом для шоу (оригинальный состав) — «Звуки музыки»
  2. 1962: Лучший альбом шоу с оригинальным составом — No Strings
- Тони:
  1. 1950: Лучший мюзикл — South Pacific
  2. 1950: Награда для продюсеров, категория «Мюзикл» — South Pacific
  3. 1950: Лучшая музыка — South Pacific
  4. 1952: Лучший мюзикл — The King and I
  5. 1960: Лучший мюзикл — The Sound of Music
  6. 1962: Лучший композитор — No Strings
- Специальные премии:
  1. 1962: Специальный Тони «за всё, что он сделал для молодых людей в театре, и за то, что вывел людей из оркестровой ямы и поставил их на сцену в No Strings»
  2. 1972: Специальный Тони
  3. 1979: Специальный Тони, Памятная премия имени Лоуренса Лангнера за выающиеся достижения в американском театральном искусстве на протяжении жизни

### Хелен Хейс

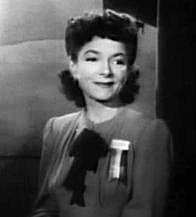
Хелен Хейс стала вторым человеком и первой женщиной, получившей все четыре награды, в 1977 году

Хелен Хейс (1900—1993), актриса, получила четвёртую награду в 1977 году. В период с 1932 по 1980 годы Хейс получила в общей сложности 7 наград. Она была первой женщиной, которая выиграла все четыре. Ей также принадлежит самый длинный промежуток времени (45 лет) между первой и четвёртой наградой.
- Оскар:
  1. 1932: Лучшая женская роль — «Грех Мадлон Клоде»
  2. 1970: Лучшая женская роль второго плана — «Аэропорт»
- Прайм-таймовая Эмми:
  1. 1953: Лучшая актриса в драматическом сериале — Schlitz Playhouse of Stars (эпизод «Not a Chance»)
- Грэмми:
  1. 1977: Лучшая речевая запись — Great American Documents
- Тони:
  1. 1947: Лучшая драматическая актриса — Happy Birthday
  2. 1958: Лучшая драматическая актриса — Time Remembered
- Специальные премии:
  1. 1980: Специальный «Тони», Памятная премия имени Лоуренса Лангнера за выдающиеся достижения в американском театральном искусстве на протяжении жизни

### Рита Морено

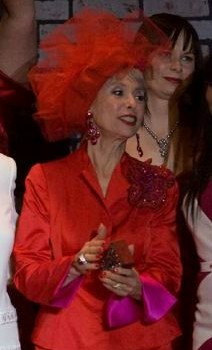
Рита Морено стала третьим человеком и первым латиноамериканцем, получившим все четыре награды, в 1977 году

Рита Морено (род. 1931), актриса, получившая четвёртую награду в 1977 году. Между 1961 и 1978 годами Морено получила в общей сложности пять наград. Она также является первым латиноамериканским победителем и первым победителем, получившим в качестве второй награды «Грэмми» (оба предыдущих победителя получили в качестве второй награды «Тони»). Кроме того, она получила премию Центра Кеннеди в 2015 году, и 28 марта 2019 года было объявлено, что она получит премию Пибоди.
- Оскар:
  1. 1962: Лучшая женская роль второго плана — «Вестсайдская история»
- Прайм-таймовая Эмми:
  1. 1977: Выдающееся длительное или одиночное выступление в качестве актрисы второго плана в развлекательной телепередаче или песенное — «Маппет-шоу»
  2. 1978: Выдающееся одиночное выступление в женской главной роли в драматическом или комедийном сериале — The Rockford Files (эпизод «The Paper Palace»)
- Грэмми:
  1. 1972: Лучшая запись для детей — The Electric Company
- Тони:
  1. 1975: Лучшее выступление на вторых или третьих ролях в постановке — The Ritz

### Джон Гилгуд

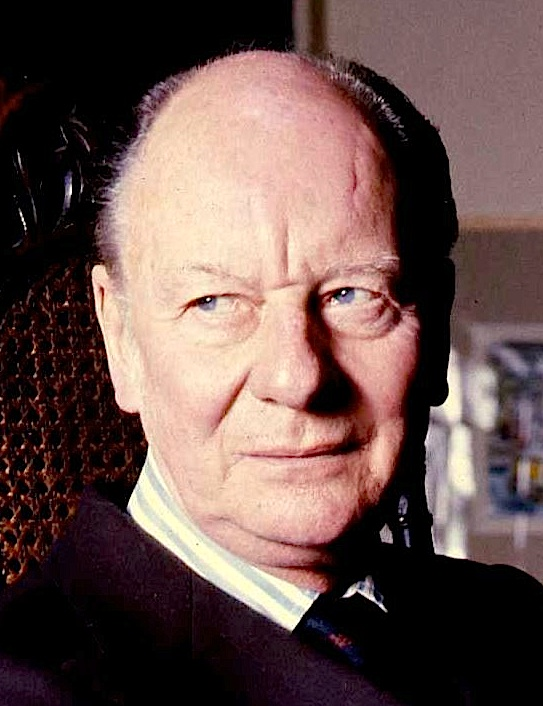
В 1991 году Джон Гилгуд стал четвёртым и в возрасте 87 стал старейшим человеком, получившим все четыре награды

Джон Гилгуд (1904—2000), актёр, получил свою четвёртую награду в 1991 году. В период с 1948 по 1991 год Гилгуд получил в общей сложности шесть наград. Гилгуд был первым победителем, получившим любую награду, кроме «Оскара», в качестве своей первой награды (его первой наградой был «Тони»). В возрасте 87 лет, когда он выиграл свою «Эмми», он был старейшим и первым ЛГБТ победителем.
- Оскар:
  1. 1981: Лучшая мужская роль второго плана — «Артур»
- Прайм-таймовая Эмми:
  1. 1991: Выдающееся выступление в главной роли в мини-сериале и специальном эпизоде — Summer’s Lease
- Грэмми:
  1. 1979: Лучшая речь в документальной или драматической записи — Ages of Man
- Тони:
  1. 1948: Выдающаяся зарубежная труппа — The Importance of Being Earnest
  2. 1961: Лучший режиссёр драматической постановки — Big Fish, Little Fish
- Специальные премии:
  1. 1959: Специальный Тони «за вклад в театр за его необычайное понимание произведений Шекспира, как показано в его пьесе Ages of Man»

### Одри Хепбёрн

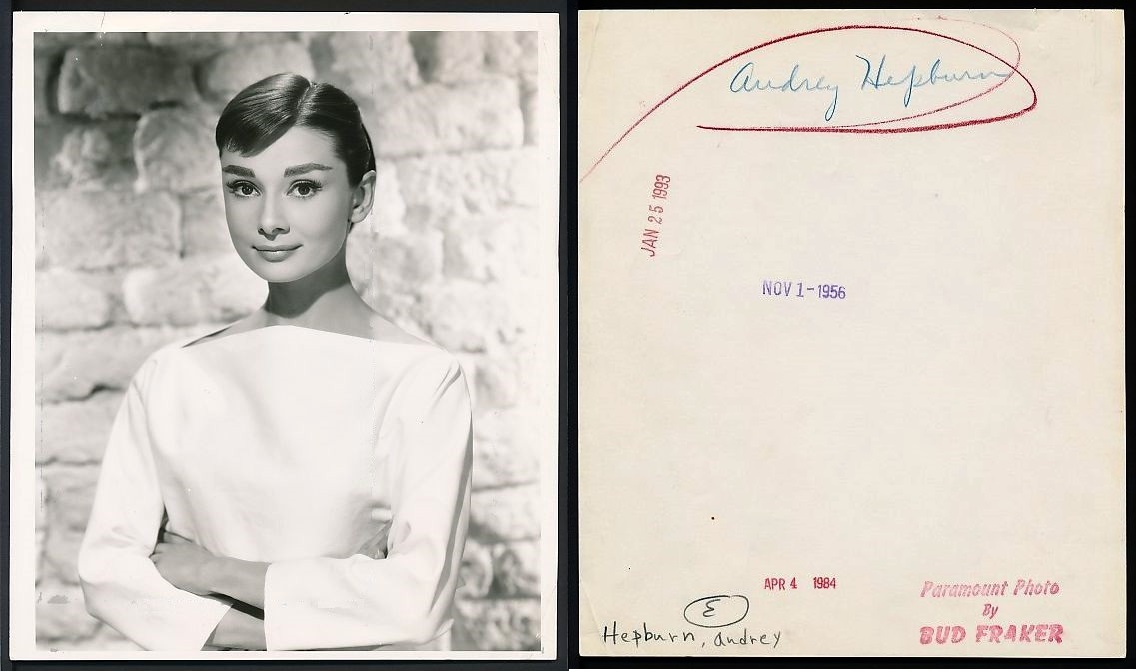
Одри Хепбёрн стала пятым человеком, получившим все четыре награды, и первым, кто завершил ЭГОТ посмертно

Одри Хепбёрн (1929—1993), актриса, получившая четвёртую награду посмертно в 1994 году. Между 1953 и 1994 годами Хепбёрн получила шесть наград. Она была пятым обладателем ЭГОТ, и первым, кто сделал это посмертно. Она была также первым победителем, получавшим награды два года подряд («Грэмми» в 1994 году после посмертной «Эмми» в 1993 году).
- Оскар:
  1. 1953: Лучшая женская роль — «Римские каникулы»
- Прайм-таймовая Эмми:
  1. 1993: Выдающееся индивидуальное достижение за информационную передачу — Gardens of the World with Audrey Hepburn
- Грэмми:
  1. 1994: Лучший разговорный альбом для детей — Audrey Hepburn’s Enchanted Tales
- Тони:
  1. 1954: Лучшая актриса в постановке — Ondine
- Специальные премии:
  1. 1968: Специальный Тони, Специальная награда за достижения
  2. 1993: Специальный Оскар, Награда имени Джина Хершолта

### Марвин Хэмлиш

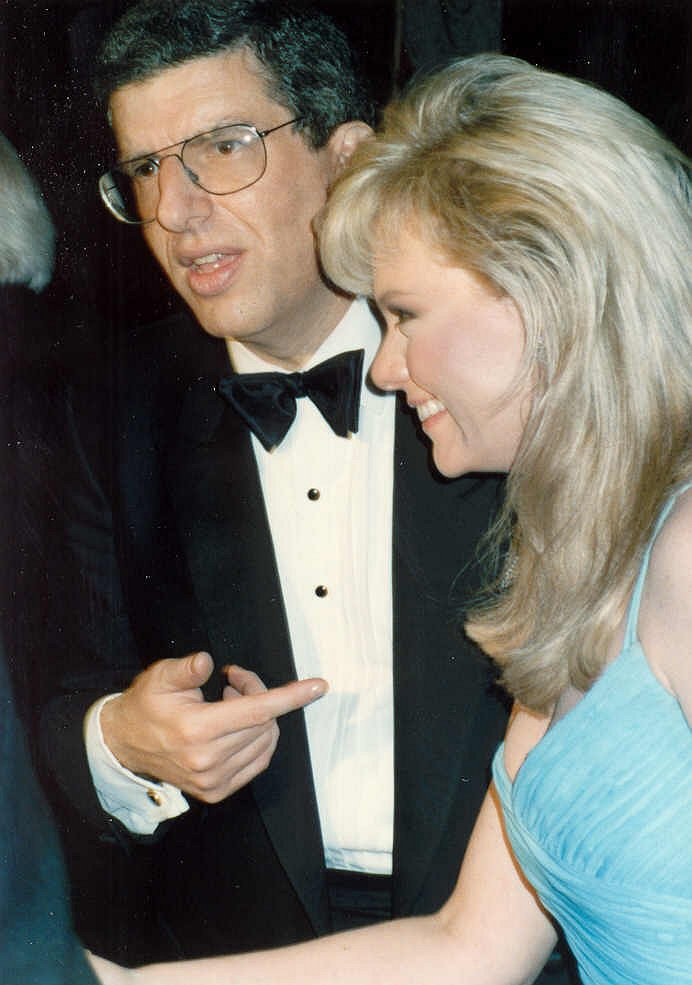
Марвин Хэмлиш (на снимке вместе со своей женой Терре Блэр) стал шестым человеком, получившим все четыре награды, в 1995 году. У него, как и у Тима Райса, большинство «Оскаров» среди всех лауреатов премий ЭГОТ, у каждого по три

Марвин Хэмлиш (1944—2012), композитор, получивший четвёртую награду в 1995 году. Между 1973 и 2001 годами Хэмлиш получил в общей сложности 12 наград. В 1974 году он стал первым обладателем ЭГОТ, выигравшим «Грэмми» в основных категориях — «Песня года» и «Лучший новый исполнитель». Он также был первым победителем ЭГОТ, который выиграл две награды за одну и ту же работу — «Оскар» и «Грэмми» за песню «The Way We Were».
- Оскар:
  1. 1973: Лучшая музыка — «Встреча двух сердец»
  2. 1973: Лучшая песня — «The Way We Were»
  3. 1973: Лучшая музыка — «Афера»
- Прайм-таймовая Эмми:
  1. 1995: Выдающееся индивидуальное достижение в музыкальном руководстве — Barbra: The Concert
  2. 1995: Выдающееся индивидуальное достижение в музыке и стихах — Barbra: The Concert
  3. 1999: Выдающиеся музыка и стихи — AFI’s 100 Years… 100 Movies
  4. 2001: Выдающееся музыкальное руководство — Timeless: Live in Concert
- Грэмми:
  1. 1974: Песня года — «The Way We Were»
  2. 1974: Лучший новый исполнитель
  3. 1974: Лучшее инструментальное поп-исполнение — «The Entertainer»
  4. 1974: Лучший альбом с оригинальным саундтреком художественного фильма или телевизионного спецвыпуска — «Встреча двух сердец»
- Тони:
  1. 1976: Лучшая музыка для постановки — A Chorus Line

### Джонатан Туник
Джонатан Туник (род. 1938), композитор, дирижёр и музыкальный аранжировщик, получил четвёртую награду в 1997 году. В период с 1977 по 1997 год Туник получил четыре награды. Туник — первый победитель ЭГОТ, получивший в качестве второй награды «Эмми», а также первый, получивший в качестве четвёртой награды «Тони».
- Оскар:
  1. 1977: Лучшая музыка — «Маленькая серенада»
- Прайм-таймовая Эмми:
  1. 1982: Выдающееся достижение в музыкальном руководстве — Night of 100 Stars
- Грэмми:
  1. 1988: Лучшая инструментальная аранжировка аккомпанирующего вокала — «No One is Alone», исполняет Клео Лэйн
- Тони:
  1. 1997: Лучшая оркестровка — Titanic

### Мел Брукс

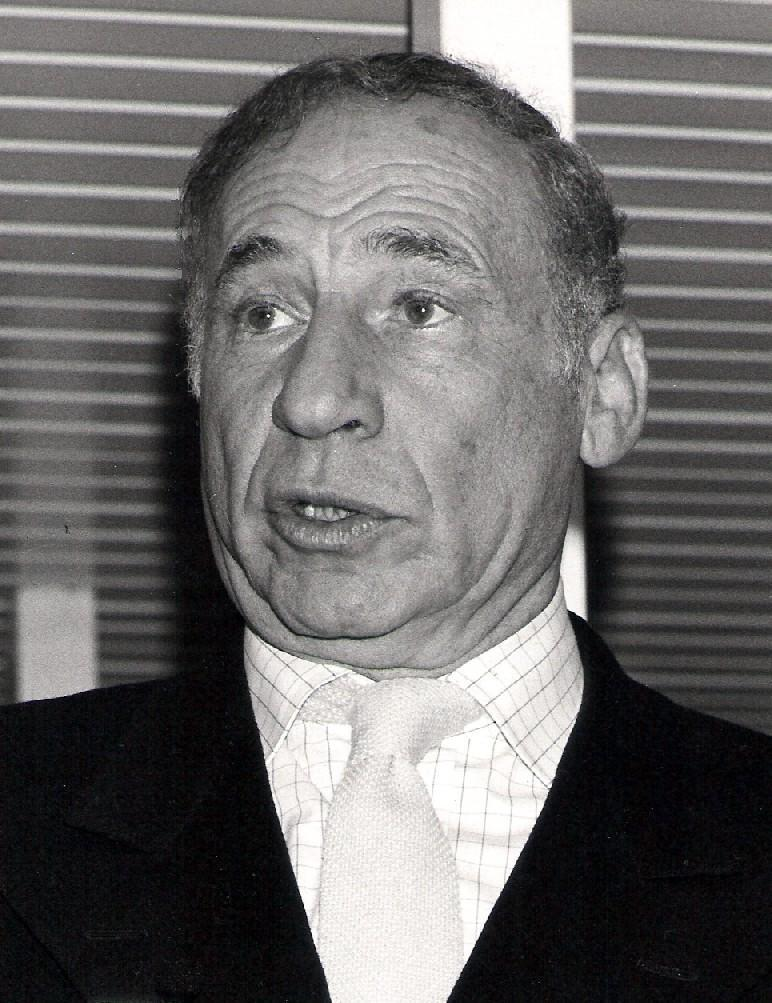
Мел Брукс стал восьмым человеком, получившим все четыре награды, в 2001 году, а также первым, кто выиграл «Эмми» первой из четырёх наград

Мел Брукс (род. 1926), режиссёр, писатель и актёр, получил четвёртую награду в июне 2001 года. С 1968 по 2002 год Брукс получил 11 наград. Брукс был первым, кто выиграл в качестве первой награды «Эмми», и первым, кто выиграл свой «Оскар» за сценарий.
30 января 2015 года в ток-шоу «В настоящее время с Биллом Мейером» Брукс назвал себя ЭГОТАК (англ. EGOTAK), отметив, что он также получил награды от Американского института киноискусства и Центра Кеннеди.
- Оскар:
  1. 1968: Лучший оригинальный сценарий — «Продюсеры»
- Прайм-таймовая Эмми:
  1. 1967: Выдающееся достижение в написании сценария развлекательной передачи — The Sid Caesar, Imogene Coca, Carl Reiner, Howard Morris Special
  2. 1997: Выдающийся гостевой актёр в комедийном сериале — «Без ума от тебя»
  3. 1998: Выдающийся гостевой актёр в комедийном сериале — «Без ума от тебя»
  4. 1999: Выдающийся гостевой актёр в комедийном сериале — «Без ума от тебя»
- Грэмми:
  1. 1998: Лучший комедийный разговорный альбом — The 2000 Year Old Man in the Year 2000
  2. 2002: Лучшее долгое музыкальное видео — Recording 'The Producers': A Musical Romp with Mel Brooks
  3. 2002: Лучший альбом музыкального шоу — «Продюсеры»
- Тони:
  1. 2001: Лучшее либретто к мюзиклу — «Продюсеры»
  2. 2001: Лучшая оригинальная музыка к мюзиклу — «Продюсеры»
  3. 2001: Лучший мюзикл — «Продюсеры»

### Майк Николс
Майк Николс (1931—2014), режиссёр, актёр и комик, получил четвёртую награду в ноябре 2001 года. Между 1961 и 2012 годами Николс получил в общей сложности 15 наград. Николс был первым победителем ЭГОТ, который выиграл первой наградой «Грэмми» и получил несколько премий («Оскар», девять «Тони» и две «Эмми») за режиссуру. При подсчёте всех выигранных наград, а не только первых по каждому типу, Николс имеет самый длинный временной интервал наград среди победителей ЭГОТ — 51 год.
- Оскар:
  1. 1967: Лучший режиссёр — «Выпускник»
- Прайм-таймовая Эмми:
  1. 2001: Выдающаяся режиссура мини-сериала, фильма или специального эпизода — Wit
  2. 2001: Выдающийся телефильм — Wit
  3. 2004: Выдающаяся режиссура мини-сериала, фильма или специального эпизода — «Ангелы в Америке»
  4. 2004: Выдающийся мини-сериал — «Ангелы в Америке»
- Грэмми:
  1. 1961: Лучшее комедийное выступление — An Evening with Mike Nichols and Elaine May
- Тони:
  1. 1964: Лучший режиссёр драматической постановки — Barefoot in the Park
  2. 1965: Лучший режиссёр драматической постановки — Luv и The Odd Couple
  3. 1968: Лучший режиссёр драматической постановки — Plaza Suite
  4. 1972: Лучший режиссёр драматической постановки — The Prisoner of Second Avenue
  5. 1977: Лучший мюзикл — Annie
  6. 1984: Лучший режиссёр спектакля — The Real Thing
  7. 1984: Лучший спектакль — The Real Thing
  8. 2005: Лучший режиссёр мюзикла — «Спамалот»
  9. 2012: Лучший режиссёр спектакля — «Смерть коммивояжёра»

### Вупи Голдберг

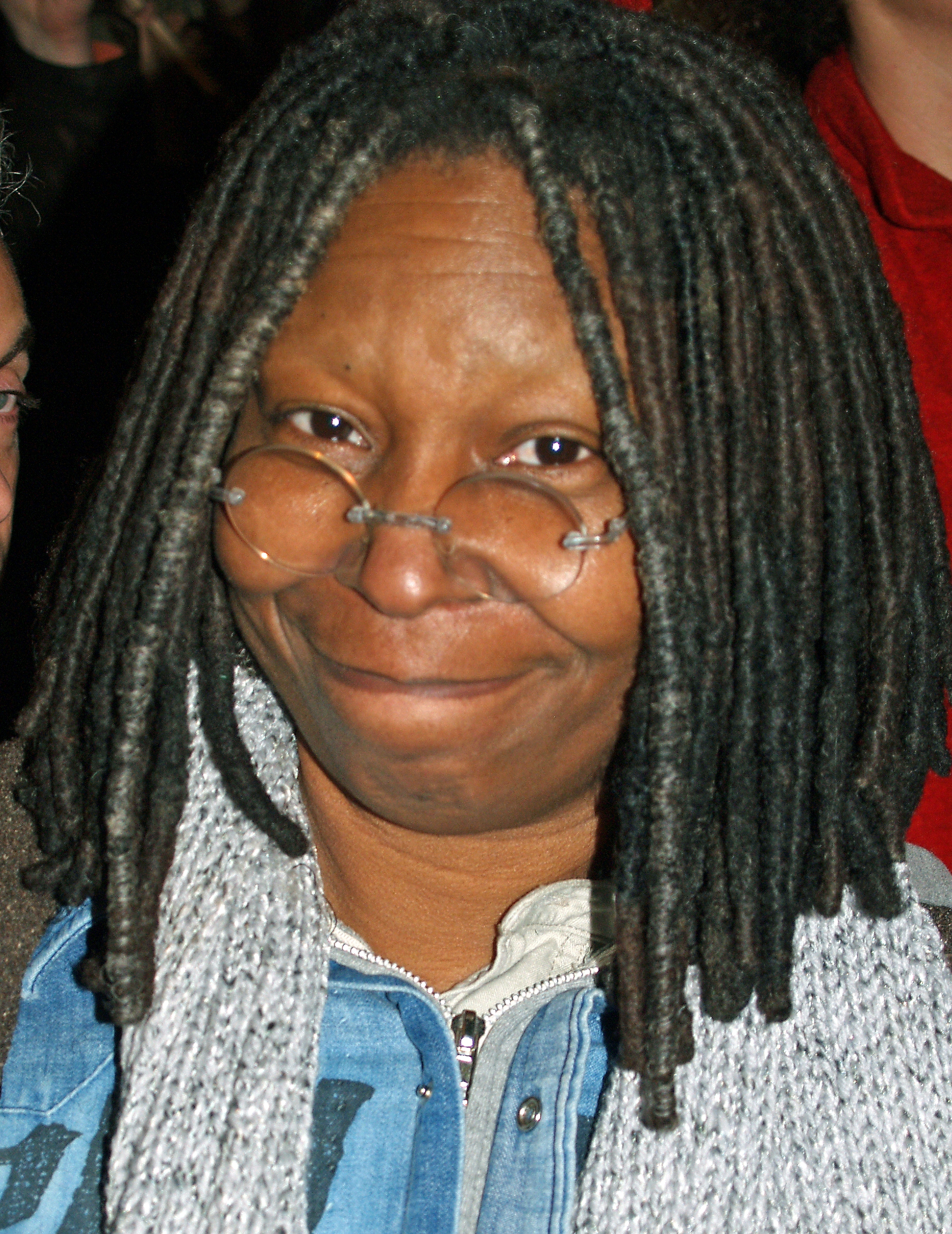
Вупи Голдберг в 2002 году стала десятым победителем, первым победителем, получившим две награды в одном и том же году, и первой афроамериканкой, получившей ЭГОТ

Вупи Голдберг (род. 1955), актриса, комик и ведущая ток-шоу, получила четвёртую награду в 2002 году. В период с 1985 по 2009 год Голдберг получила в общей сложности 6 наград. Голдберг — первая афроамериканка среди получивших ЭГОТ и первая, получившая в качестве второй награды «Оскар», и первая, получившая две разные награды в одном и том же году (она получила свою первую дневную «Эмми» и «Тони» в 2002 году).
Несмотря на то, что Голдберг не выиграла премию «Прайм-тайм Эмми», её несколько раз номинировали. Тот факт, что она не имеет конкурентоспособной праймтаймовой премии «Эмми», привёл к спорам о её включении в «официальный список». В эпизоде «Студии 30» «Dealbreakers Talk Show*#0001» Голдберг (играющая себя) при расспросе об этом персонажем Трейси Джорданом заявляет, что дневная «Эмми» всё равно считается.
- Оскар:
  1. 1991: Лучшая женская роль второго плана — «Привидение»
- Дневная Эмми:
  1. 2002: Выдающийся специальный учебный сериал — Beyond Tara: The Extraordinary Life of Hattie McDaniel (ведущая)
  2. 2009: Выдающийся ведущий ток-шоу — The View
- Грэмми:
  1. 1986: Лучшая комедийная запись — Original Broadway Show Recording
- Тони:
  1. 2002: Лучший мюзикл — Thoroughly Modern Millie
- Специальные премии:
  1. 1997: Специальная премия Эмми, Премия руководителей за семь благотворительных выпусков Comic Relief

### Скотт Рудин
Скотт Рудин (род. 1958) получил свою четвёртую награду в 2012 году. Между 1984 и 2019 годами Рудин получил в общей сложности 20 наград, что делает его рекордсменом по количеству наград среди получивших статус ЭГОТ в конкурентных категориях. Рудин — первый победитель-продюсер.
- Оскар:
  1. 2008: Лучший фильм — «Старикам тут не место»
- Прайм-таймовая Эмми:
  1. 1984: Выдающаяся детская телепередача — He Makes Me Feel Like Dancin'
- Грэмми:
  1. 2012: Лучший альбом на основе театрального мюзикла — «Книга мормона»
- Тони:
  1. 1994: Лучший мюзикл — Passion
  2. 2000: Лучший спектакль — Copenhagen
  3. 2002: Лучший спектакль — The Goat, or Who Is Sylvia?
  4. 2005: Лучший спектакль — Doubt
  5. 2006: Лучший спектакль — The History Boys
  6. 2009: Лучший спектакль — God of Carnage
  7. 2010: Лучший возрождённый спектакль — Fences
  8. 2011: Лучший мюзикл — «Книга мормона»
  9. 2012: Лучший возрождённый спектакль — «Смерть коммивояжёра»
  10. 2014: Лучший возрождённый спектакль — A Raisin in the Sun
  11. 2015: Лучший спектакль — The Curious Incident of the Dog in the Night-Time
  12. 2015: Лучший возрождённый спектакль — Skylight
  13. 2016: Лучший спектакль — The Humans
  14. 2016: Лучший возрождённый спектакль — A View From the Bridge
  15. 2017: Лучший возрождённый мюзикл — Hello, Dolly!
  16. 2019: Лучший спектакль — The Ferryman
  17. 2019: Лучший возрождённый спектакль — The Boys in the Band

### Роберт Лопес

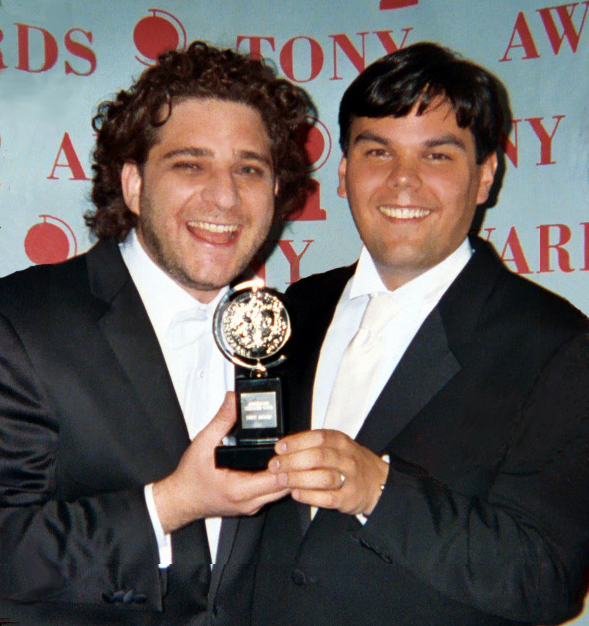
Роберт Лопес (справа, вместе с партнёром по «Авеню Кью» Джеффом Марксом) стал двенадцатым человеком, получившим все четыре награды, первым филиппинцем и азиатом, а также является самым молодым человеком, достигшим этого звания и единственным многократным ЭГОТ

Роберт Лопес (род. 1975), автор песен, получил свою четвёртую награду в 2014 году. Между 2004 и 2018 годами Лопес получил в общей сложности 10 наград. Как и у Вупи Голдберг, его единственной премией «Эмми» была Дневная «Эмми», пока он не выиграл Прайм-таймовую «Эмми» в 2021 году за телесериал «Ванда/Вижн». Лопес является первым филиппинцем и азиатом среди получивших статус ЭГОТ. Он самый молодой член ЭГОТ, получивший все четыре награды в конкурентных категориях, а также был самым быстрым (10 лет) до 2024 года, когда Бендж Пасек и Джастин Пол побили этот рекорд, получив статус за 7 лет.
Он получил премию «Грэмми» за «Книгу Мормона» в сотрудничестве с коллегой-членом ЭГОТ Скоттом Рудиным (среди прочих), что сделало их первой парой ЭГОТ-победителей, которые стали сопобедителями той же премии. Лопес также является первым человеком, который выиграл «Оскар» последним (он выиграл его вместе со своей женой Кристен Андерсон-Лопес). Он также является первым, кто получил так называемый «Двойной ЭГОТ» (англ. Double EGOT), выиграв каждую награду ЭГОТ как минимум дважды.
- Оскар:
  1. 2014: Лучшая песня — «Let It Go» к мультфильму «Холодное сердце»
  2. 2018: Лучшая песня — «Remember Me» к мультфильму «Тайна Коко»
- Прайм-таймовая Эмми:
  1. 2021: Лучшая оригинальная музыка и слова — «Agatha All Along» из телесериала «Ванда/Вижн»
- Дневная Эмми:
  1. 2008: Выдающееся достижение в режиссуре и композитинге музыки — Wonder Pets!
  2. 2010: Выдающееся достижение в режиссуре и композитинге музыки — Wonder Pets!
- Грэмми:
  1. 2012: Лучший альбом на основе театрального мюзикла — «Книга мормона»
  2. 2015: Лучший саундтрек-компиляция к визуальному медиа — «Холодное сердце (саундтрек)»
  3. 2015: Лучшая песня, написанная для визуальных медиа — «Let It Go» из мультфильма «Холодное сердце»
- Тони:
  1. 2004: Лучшая оригинальная музыка к мюзиклу — «Авеню Кью»
  2. 2011: Лучшее либретто к мюзиклу — «Книга мормона»
  3. 2011: Лучшая оригинальная музыка к мюзиклу — «Книга мормона»

### Джон Ледженд

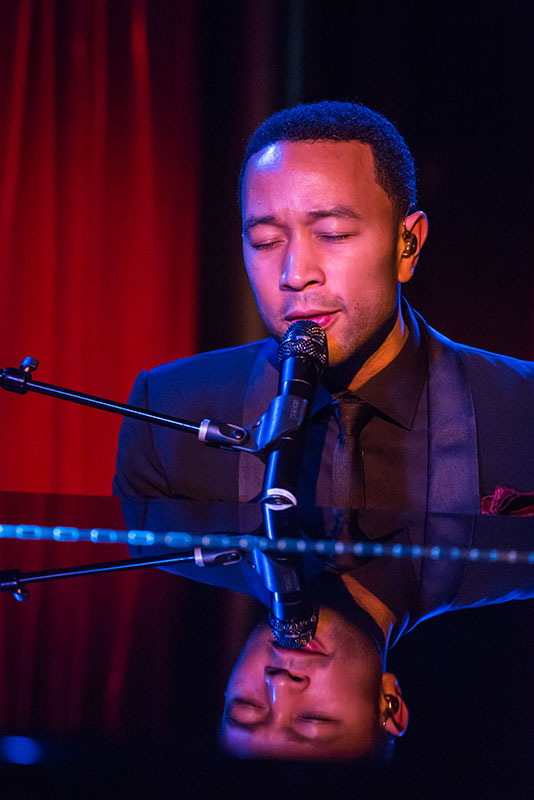
Джон Ледженд — первый афро-американский мужчина, достигший статуса ЭГОТ

Джон Ледженд (род. 1978), музыкант и продюсер, получил свою четвёртую награду в 2018 году. В период с 2006 по 2018 год Ледженд получил в общей сложности 14 наград. Ледженд выиграл большинство «Грэмми» (11) среди всех членов ЭГОТ и является вторым ЭГОТ после Марвина Хэмлиша, который в основном является музыкантом. Помимо того, что он стал первым чернокожим мужчиной, получившим этот статус, Ледженд является первым человеком, получившим четыре награды за четыре года подряд. Ледженд, Эндрю Ллойд Уэббер и Тим Райс стали получателями ЭГОТ одновременно 9 сентября 2018 года, когда они были коллективно награждены прайм-таймовой премией «Эмми» за лучший варьете-спецвыпуск (в прямом эфире) за «Иисус Христос — суперзвезда. Концерт».
- Оскар:
  1. 2015: Лучшая песня — «Glory» к фильму «Сельма»
- Прайм-таймовая Эмми:
  1. 2018: Лучший варьете-спецвыпуск (в прямом эфире) — «Иисус Христос — суперзвезда. Концерт»
- Дневная Эмми:
  1. 2019: Выдающееся интерактивное медиа в передаче, выходящей в эфир днём — Crow: The Legend
- Грэмми:
  1. 2006: Лучший новый исполнитель
  2. 2006: Лучший альбом в стиле ритм-н-блюз — Get Lifted
  3. 2006: Лучшее мужское вокальное исполнение в стиле ритм-н-блюз — «Ordinary People»
  4. 2007: Лучшее мужское вокальное исполнение в стиле ритм-н-блюз — «Heaven»
  5. 2007: Лучшее вокальное исполнение в стиле ритм-н-блюз дуэтом или группой — «Family Affair»
  6. 2009: Лучшее вокальное исполнение в стиле ритм-н-блюз дуэтом или группой — «Stay with Me (By the Sea)»
  7. 2011: Лучшая песня в стиле ритм-н-блюз — «Shine»
  8. 2011: Лучшее вокальное исполнение в традиционном стиле ритм-н-блюз — «Hang on in There»
  9. 2011: Лучший альбом в стиле ритм-н-блюз — Wake Up!
  10. 2016: Лучшая песня, написанная для визуальных медиа — «Glory»
  11. 2020: Лучшее рэп/песенное исполнение — «Higher»
  12. 2021: Лучший альбом в стиле ритм-н-блюз — Bigger Love
- Тони:
  1. 2017: Лучший возрождённый спектакль — Jitney

### Эндрю Ллойд Уэббер

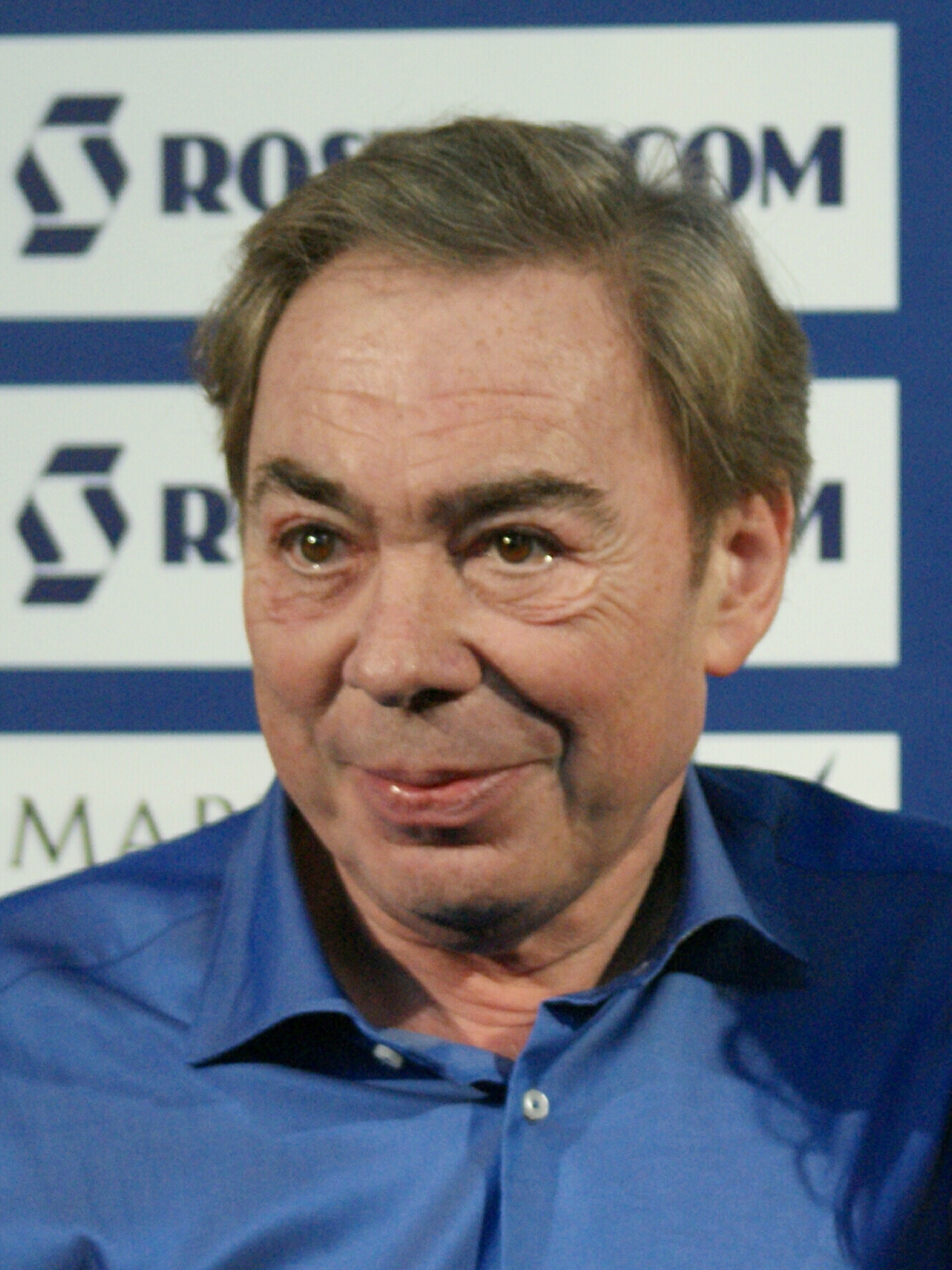
Эндрю Ллойд Уэббер получил свою четвёртую награду в 2018 году совместно с Тимом Райсом и Джоном Леджендом

Эндрю Ллойд Уэббер (род. 1948), композитор, композитор и продюсер театральных мюзиклов, получил свою четвёртую награду в 2018 году. В период с 1980 по 2018 год Ллойд Уэббер получил в общей сложности 13 наград.
- Оскар:
  1. 1997: Лучшая песня — «You Must Love Me» к фильму «Эвита»
- Прайм-таймовая Эмми:
  1. 2018: Лучший варьете-спецвыпуск (в прямом эфире) — «Иисус Христос — суперзвезда. Концерт»
- Грэмми:
  1. 1980: Лучший альбом к актёрскому представлению — Evita
  2. 1983: Лучший альбом к актёрскому представлению — Cats
  3. 1986: Лучшая современная композиция — Requiem
- Тони:
  1. 1980: Лучшая оригинальная музыка к мюзиклу — Evita
  2. 1983: Лучший мюзикл — Cats
  3. 1983: Лучшая оригинальная музыка к мюзиклу — Cats
  4. 1988: Лучший мюзикл — The Phantom of the Opera
  5. 1995: Лучший мюзикл — Sunset Boulevard
  6. 1995: Лучшая оригинальная музыка к мюзиклу — Sunset Boulevard
- Специальные премии:
  1. 1990: Grammy Legend Award
  2. 2018: Специальная премия Тони

### Тим Райс

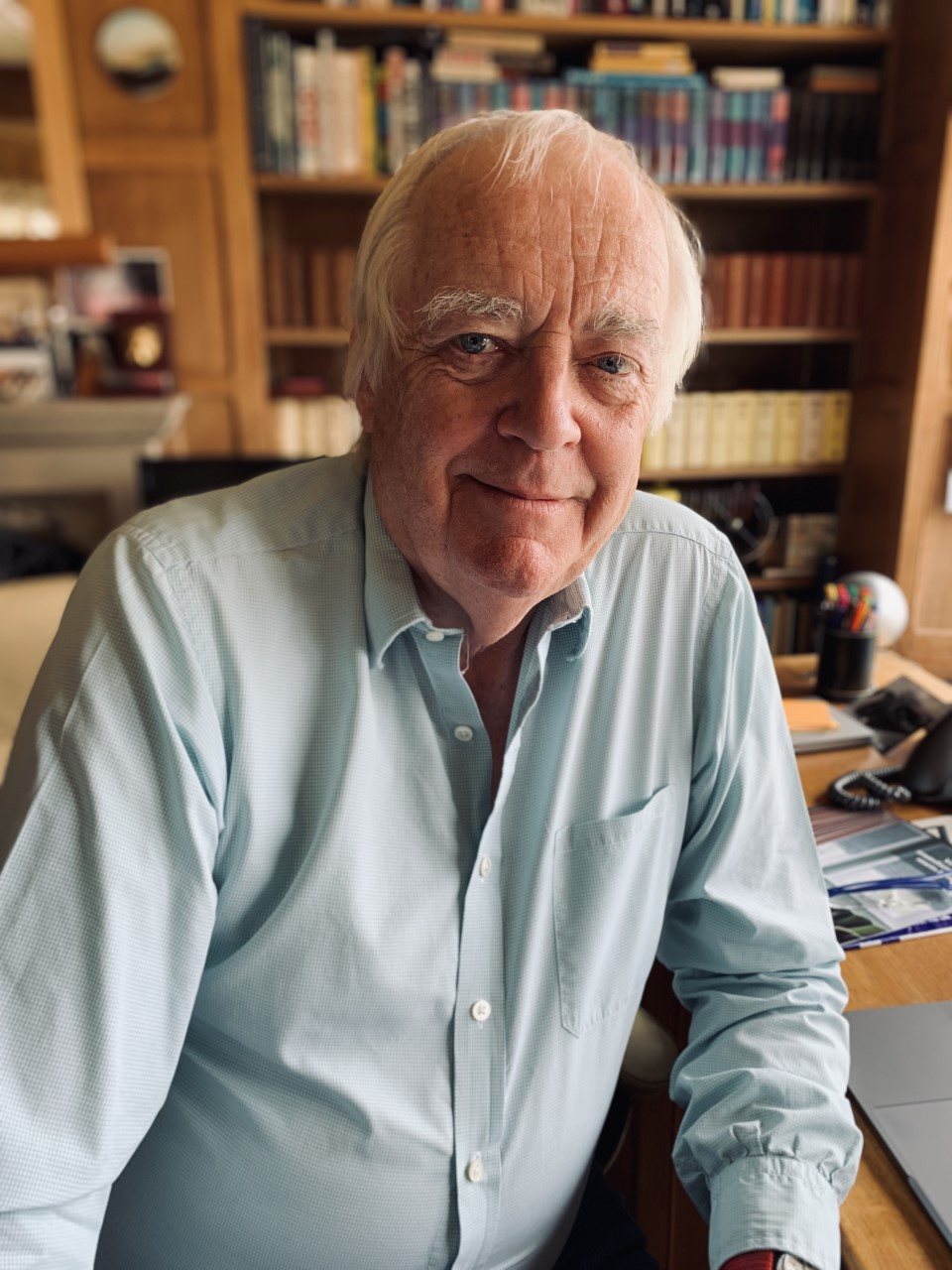
Тим Райс получил свою четвёртую награду в 2018 году совместно с Эндрю Ллойдом Уэббером и Джоном Леджендом

Тим Райс (род. 1944), автор текстов и продюсер, получил свою четвёртую награду в 2018 году. В период с 1980 по 2018 год Райс получил в общей сложности 12 наград и разделяет некоторые из своих наград со своим постоянным соавтором Эндрю Ллойдом Уэббером.
- Оскар:
  1. 1993: Лучшая песня — «A Whole New World» к мультфильму «Аладдин»
  2. 1995: Лучшая песня — «Can You Feel the Love Tonight» к мультфильму «Король Лев»
  3. 1997: Лучшая песня — «You Must Love Me» к фильму «Эвита»
- Прайм-таймовая Эмми:
  1. 2018: Лучший варьете-спецвыпуск (в прямом эфире) — «Иисус Христос — суперзвезда. Концерт»
- Грэмми:
  1. 1980: Лучший альбом к актёрскому представлению — Evita
  2. 1993: Песня года — «A Whole New World»
  3. 1993: Лучший музыкальный альбом для детей — «Аладдин»
  4. 1993: Лучшая песня, написанная специально для кино или телевидения — «A Whole New World»
  5. 2000: Лучший альбом музыкального шоу — Aida
- Тони:
  1. 1980: Лучшая оригинальная музыка к мюзиклу — Evita
  2. 1980: Лучшее либретто к музиклу — Evita
  3. 2000: Лучшая оригинальная музыка к мюзиклу — Aida

### Алан Менкен

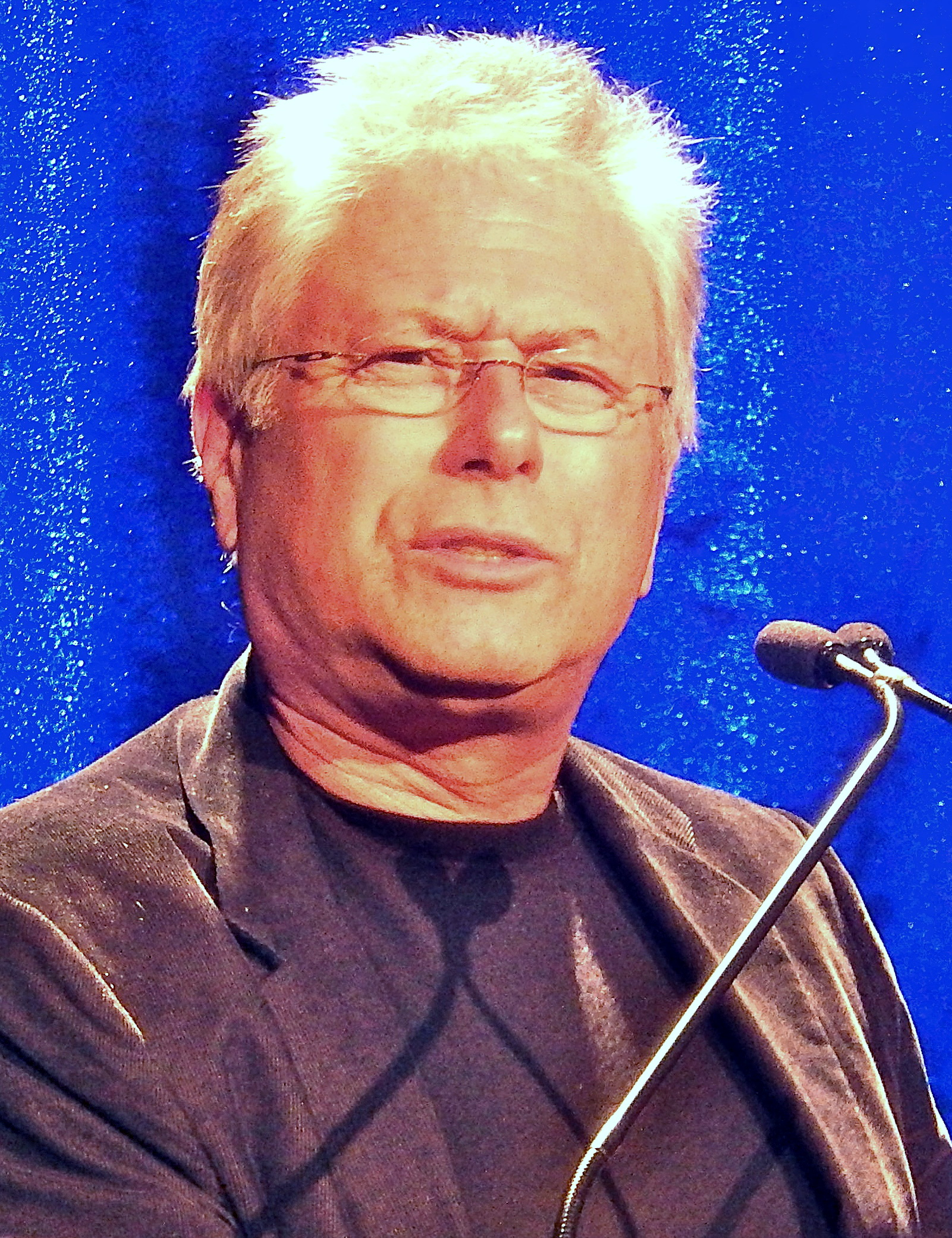
Алан Менкен стал шестнадцатым человеком, получившим все четыре награды, в 2020 году

Алан Менкен (род. 1949), композитор и автор песен, получил свою четвёртую награду в 2020 году. В период с 1989 по 2020 год Менкен получил в общей сложности 21 награду. Он получил больше всего «Оскаров» (8) и является вторым самым продуктивным обладателем Оскара в музыкальных категориях после Альфреда Ньюмана. Он также известен тем, что несколько песен из одного и того же фильма номинировались на главные награды.
- Оскар:
  1. 1989: Лучшая музыка — «Русалочка»
  2. 1989: Лучшая песня — «Under the Sea» к мультфильму «Русалочка»
  3. 1991: Лучшая музыка — «Красавица и Чудовище»
  4. 1991: Лучшая песня — «Beauty and the Beast» к мультфильму «Красавица и Чудовище»
  5. 1992: Лучшая музыка — «Аладдин»
  6. 1992: Лучшая песня — «A Whole New World» к мультфильму «Аладдин»
  7. 1995: Лучшая музыка к мюзиклу или комедии — «Покахонтас»
  8. 1995: Лучшая песня — «Colors of the Wind» к мультфильму «Покахонтас»
- Дневная Эмми:
  1. 2020: Выдающаяся оригинальная песня в детской, молодёжной или анимационной программе — «Waiting in the Wings» к мультсериалу «Рапунцель: Новая история»
- Грэмми:
  1. 1991: Лучшая альбом для детей[англ.] — «Русалочка (саундтрек)»
  2. 1991: Лучшая песня, написанная специально для кино или телевидения — «Under the Sea» из мультфильма «Русалочка»
  3. 1993: Лучший альбом для детей[англ.] — «Красавица и Чудовище»
  4. 1993: Лучшая инструментальная композиция, написанная для кино или для телевидения — «Красавица и Чудовище (саундтрек)»
  5. 1993: Лучшая песня, написанная специально для кино или телевидения — «Beauty and the Beast» из мультфильма «Красавица и Чудовище»
  6. 1994: Песня года — «A Whole New World» из мультфильма «Аладдин»
  7. 1994: Лучший музыкальный альбом для детей[англ.] — «Аладдин»
  8. 1994: Лучшая инструментальная композиция, написанная для кино или для телевидения — «Аладдин (саундтрек)»
  9. 1994: Лучшая песня, написанная специально для кино или телевидения — «A Whole New World» из мультфильма «Аладдин»
  10. 1996: Лучшая песня, написанная специально для кино или телевидения — «Colors of the Wind» из мультфильма «Покахонтас»
  11. 2012: Лучшая песня, написанная для визуальных медиа — «I See the Light[англ.]» из мультфильма «Рапунцель: Запутанная история»
- Тони:
  1. 2012: Лучшая музыка[англ.] — «Продавцы новостей[англ.]»
- Специальные премии:
  1. 1990: Прайм-таймовая Эмми за выдающийся вклад в успех Академии антинаркотических препаратов для детей — «Wonderful Ways to Say No» из телевизионного спецвыпуска «Герои мультфильмов приходят на помощь»

### Дженнифер Хадсон

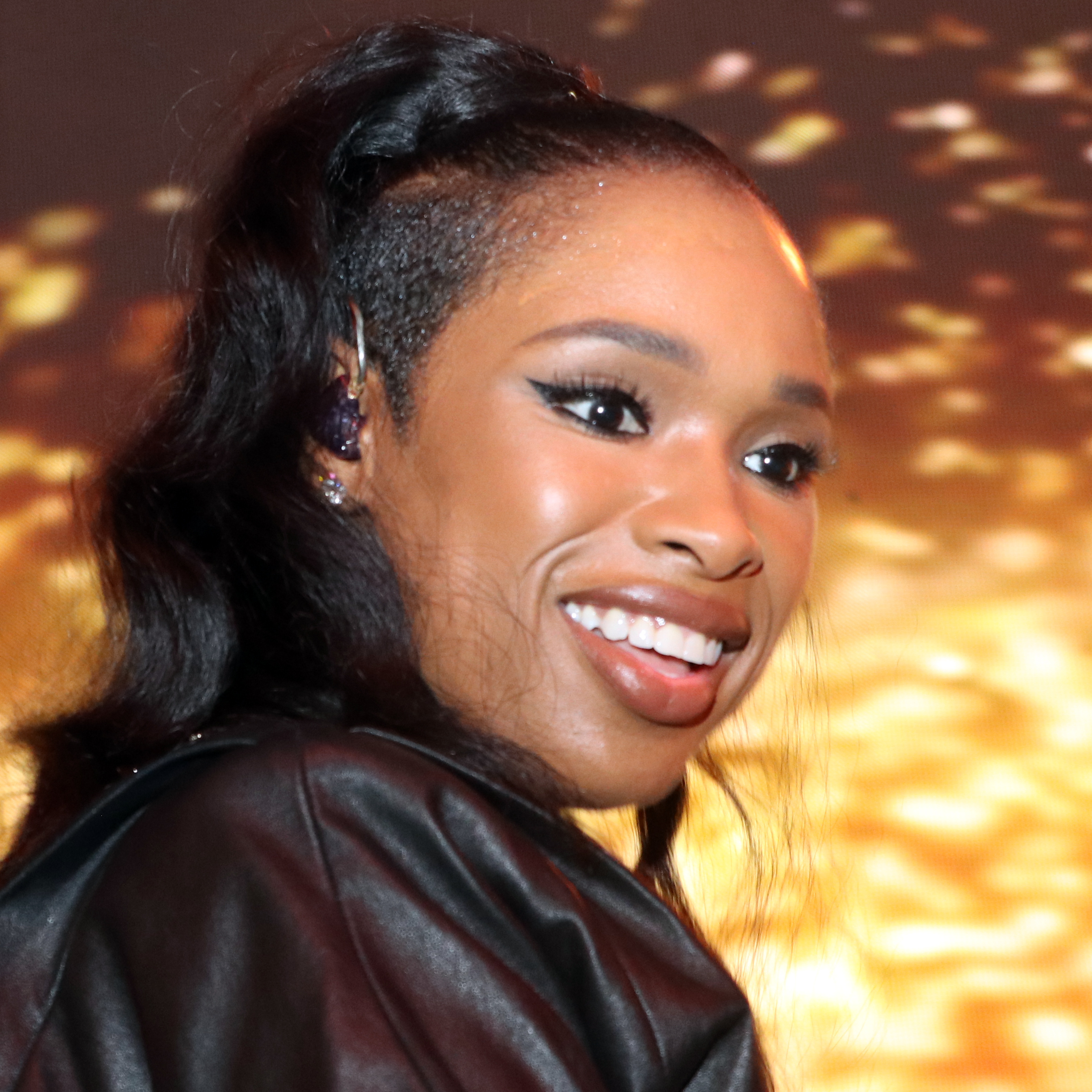
В 2022 году Дженнифер Хадсон стала семнадцатым человеком, самой молодой женщиной и второй чернокожей женщиной, получившей все четыре награды

Дженнифер Хадсон (род. 1981), певица, актриса и продюсер, получила свою четвёртую награду в 2022 году. В период с 2006 по 2022 год Хадсон получила в общей сложности 5 конкурсных наград.
- Оскар:

1. 2006: Лучшая женская роль второго плана — «Девушки мечты»

- Дневная Эмми:

1. 2021: Лучшее интерактивное медиа для передачи, выходящей в дневное время — «Баба-яга»

- Грэмми:

1. 2009: Лучший альбом в стиле ритм-н-блюз — Jennifer Hudson[англ.]
2. 2017: Лучший музыкально-театральный альбом[англ.] — «Цветы лиловые полей»

- Тони:

1. 2022: Лучший мюзикл — «Странная петля[англ.]»

### Виола Дэвис

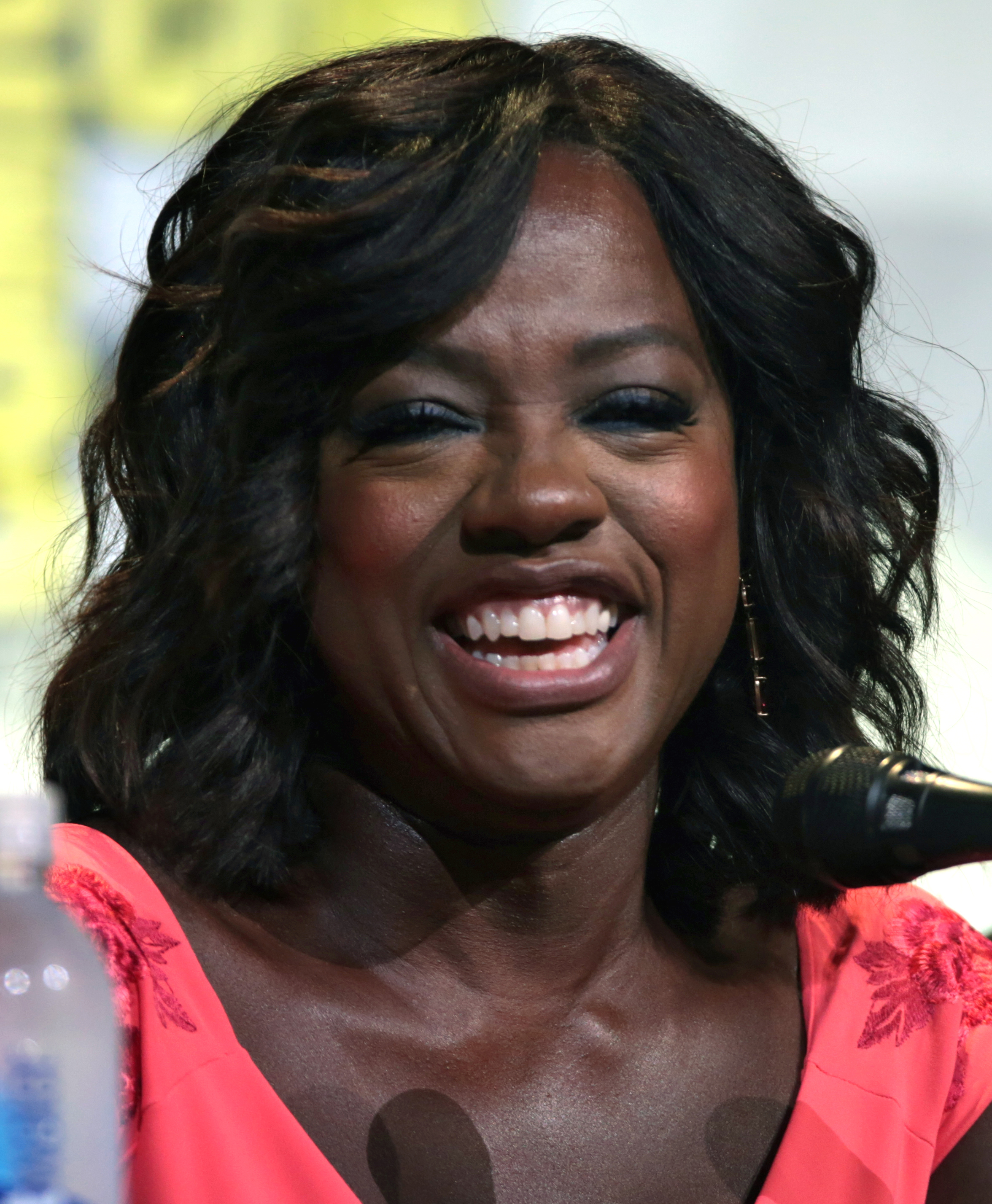
В 2023 году Виола Дэвис стала восемнадцатым человеком и третьей чернокожей женщиной, получившей все четыре награды

Виола Дэвис (род. 1965), актриса и продюсер, получила свою четвёртую награду в 2023 году. В период с 2001 по 2023 год Дэвис получила в общей сложности 5 конкурсных наград.
- Оскар:

1. 2017: Лучшая женская роль второго плана — «Ограды»

- Эмми:

1. 2015: Лучшая женская роль в драматическом телесериале — «Как избежать наказания за убийство»

- Грэмми:

1. 2023: Лучший разговорный альбом[англ.] — Finding Me

- Тони:

1. 2001: Лучшая женская роль второго плана в пьесе — King Hedley II
2. 2010: Лучшая женская роль в пьесе — «Ограды[англ.]»

### Элтон Джон

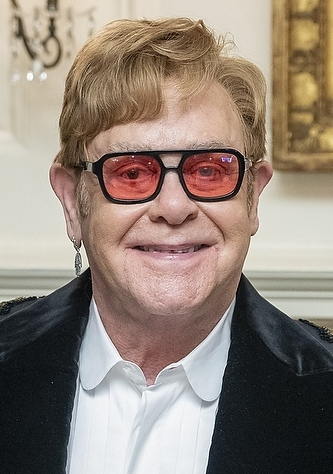
В 2024 году сэр Элтон Джон стал девятнадцатым человеком, получившим все четыре награды

Элтон Джон (род. 1947), британский певец, композитор, пианист и продюсер, получил свою четвёртую награду в 2024 году. В период с 1987 по 2024 год Джон получил в общей сложности 9 конкурсных наград.
- Оскар:

1. 1995: Лучшая песня — «Can You Feel the Love Tonight» к мультфильму «Король Лев»
2. 2020: Лучшая песня — «(I’m Gonna) Love Me Again» к фильму «Рокетмен»

- Эмми:

1. 2024: Лучший варьете-спецвыпуск (в прямом эфире) — Elton John: Farewell from Dodger Stadium

- Грэмми:

1. 1987: Лучшее вокальное поп-исполнение дуэтом или группой — «That’s What Friends Are For»
2. 1992: Лучшая инструментальная композиция — «Basque»
3. 1995: Лучшее мужское вокальное поп-исполнение — «Can You Feel the Love Tonight»
4. 1998: Лучшее мужское вокальное поп-исполнение — «Candle in the Wind 1997»
5. 2001: Лучший музыкальный театральный альбом — Elton John and Tim Rice’s Aida

- Тони:

1. 2000: Лучшая музыка — «Аида»

- Специальные премии:

1. 1999: Премия Грэмми Легенд

### Бендж Пасек

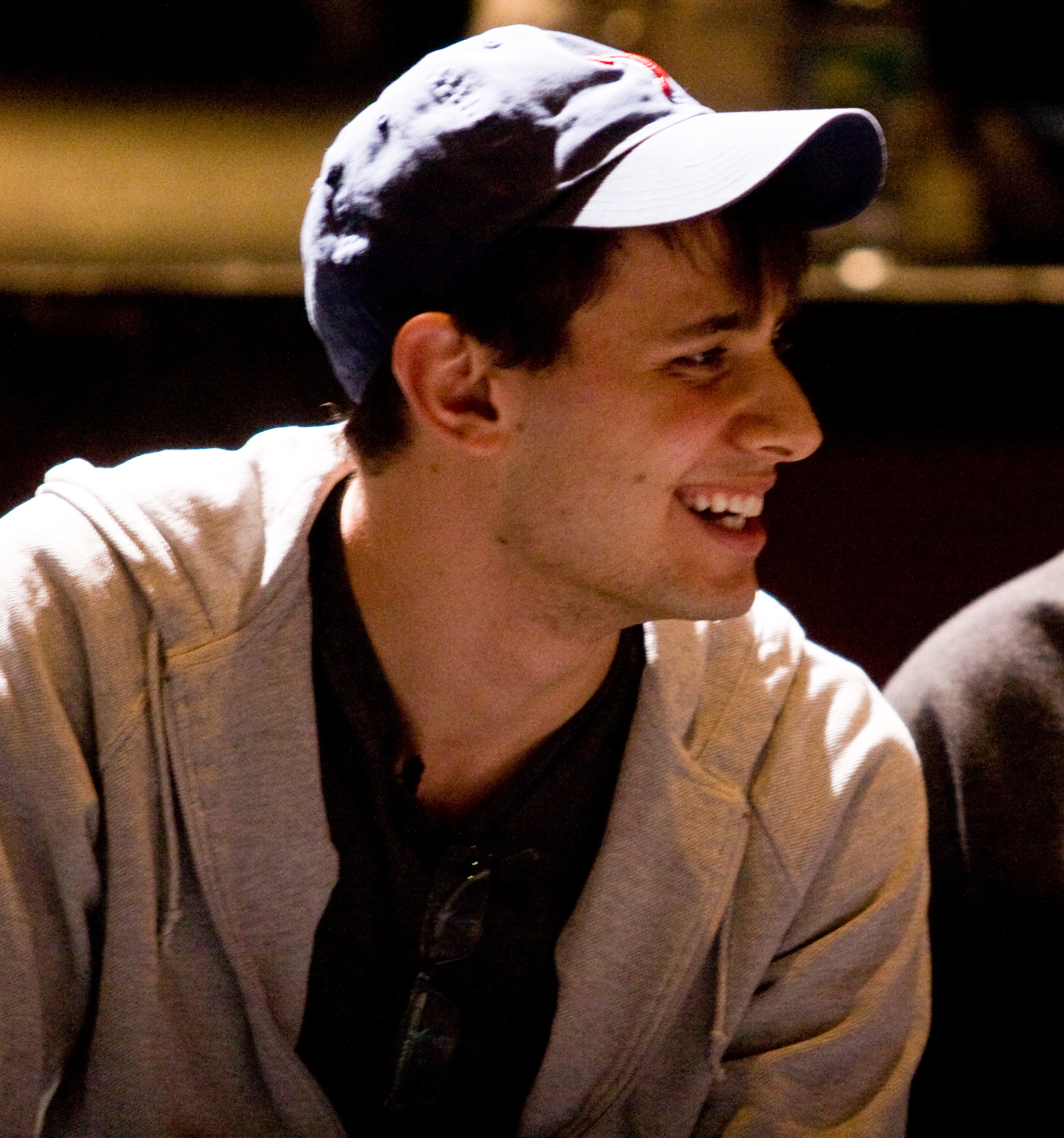
В 2024 году Бендж Пасек стал двадцатым человеком, получившим все четыре награды. Он и Джастин Пол достигли этого статуса за самое быстрое время (7 лет).

Бендж Пасек (род. 1985), американский композитор, автор текстов и продюсер, получил свою четвёртую награду в 2024 году. Пасек и Джастин Пол установили новый рекорд по достижению статуса ЭГОТ за самое быстрое время, выиграв все четыре награды в течение 7 лет. В период с 2017 по 2024 год Пасек получил в общей сложности 6 конкурсных наград. Он разделил все 6 своих наград со своим партнёром по написанию песен и коллегой-получателем статуса ЭГОТ Джастином Полом.
- Оскар:

1. 2017: Лучшая песня к фильму — «City of Stars» к фильму «Ла-Ла Ленд»

- Прайм-таймовая Эмми:

1. 2024: Лучшая оригинальная музыка и слова — «Which of the Pickwick Triplets Did It?» к телесериалу «Убийства в одном здании»

- Грэмми:

1. 2018: Лучший музыкальный театральный альбом — Dear Evan Hansen
2. 2019: Лучший сборник саундтреков для визуальных медиа — The Greatest Showman

- Тони:

1. 2017: Лучшая музыка — «Дорогой Эван Хэнсен»
2. 2022: Лучший мюзикл — «Странная петля»

### Джастин Пол

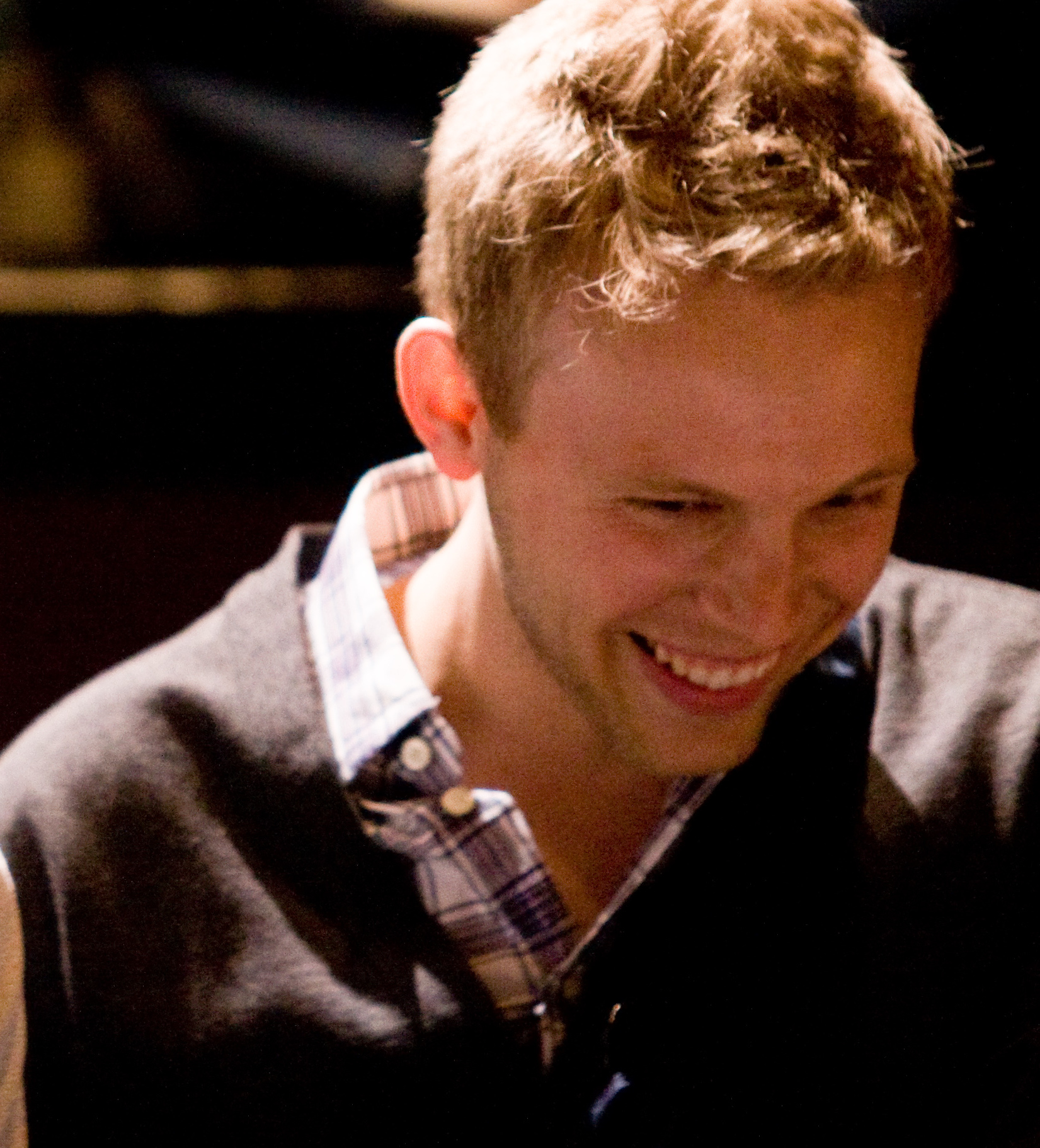
В 2024 году Джастин Пол стал двадцать первым человеком, получившим все четыре награды. Он и Бендж Пасек достигли этого статуса за самое быстрое время (7 лет).

Джастин Пол (род. 1985), американский композитор, автор текстов и продюсер, получил свою четвёртую награду в 2024 году. Пол и Бендж Пасек установили новый рекорд по достижению статуса ЭГОТ за самое быстрое время, выиграв все четыре награды в течение 7 лет. В период с 2017 по 2024 год Пол получил в общей сложности 6 конкурсных наград. Он разделил все 6 своих наград со своим партнёром по написанию песен и коллегой-получателем статуса ЭГОТ Бенджем Пасеком.
- Оскар:

1. 2017: Лучшая песня к фильму — «City of Stars» к фильму «Ла-Ла Ленд»

- Прайм-таймовая Эмми:

1. 2024: Лучшая оригинальная музыка и слова — «Which of the Pickwick Triplets Did It?» к телесериалу «Убийства в одном здании»

- Грэмми:

1. 2018: Лучший музыкальный театральный альбом — Dear Evan Hansen
2. 2019: Лучший сборник саундтреков для визуальных медиа — The Greatest Showman

- Тони:

1. 2017: Лучшая музыка — «Дорогой Эван Хэнсен»
2. 2022: Лучший мюзикл — «Странная петля»

## Победители, включая неконкурентные премии
Следующие исполнители также получили все четыре главные награды. Однако в каждом случае одна из этих наград была получена только в почётной, специальной или другой неконкурентной категории. (Барбра Стрейзанд не получила конкурентного «Тони», Лайза Миннелли не получила конкурентной «Грэмми», а Гарри Белафонте, Джеймс Эрл Джонс, Куинси Джонс и Фрэнк Маршалл не получили конкурентного «Оскара».)

### Барбра Стрейзанд

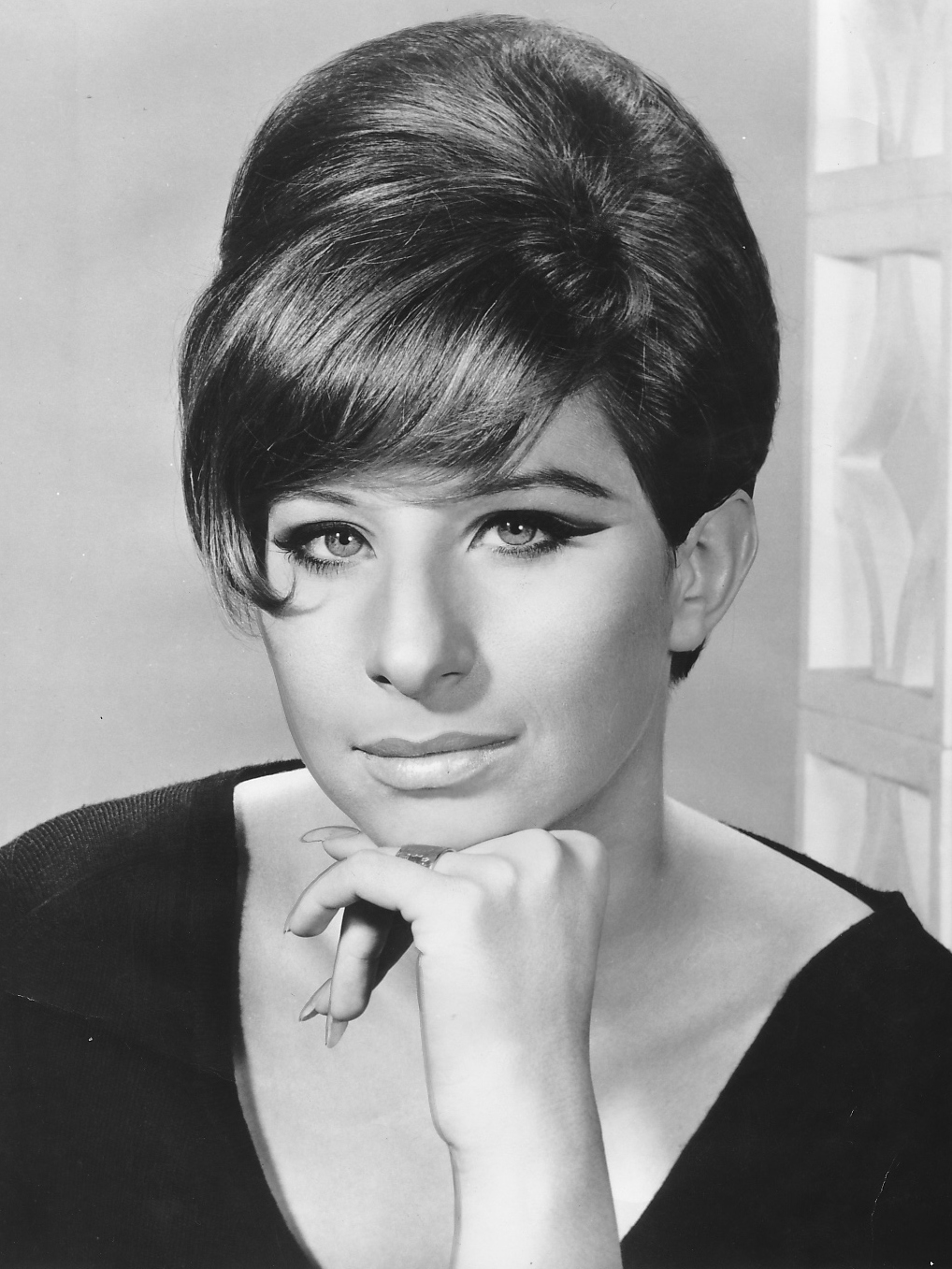
Барбра Стрейзанд стала самой молодой победительницей в 1970 году в возрасте 28 лет. Прошло всего семь лет между её первой «Грэмми» и её «Тони», и она также получила титул «ЭГОТ» как самая быстрая среди победителей. Однако её «Тони» — неконкурентная награда

Барбра Стрейзанд (род. 1942), певица и актриса, получила свою четвёртую награду в 1970 году. Между 1963 и 2001 годами Барбра Стрейзанд получила в общей сложности 18 наград. Между получением её первой («Грэмми» 1964 года) и последней наград (Специальный «Тони» 1970 года) прошло шесть лет. Она единственный ЭГОТ, получивший «Оскар» в музыкальной и актёрской категориях, единственный лауреат всех своих конкурентных наград за дебютные выступления (первый музыкальный альбом, художественный фильм и телевизионный специальный выпуск соответственно). Она также получила Премии Пибоди, AFI Life Achievement, Центра Кеннеди, Сесиля Б. Де Милля, Национальную медаль искусств, Премию Совета директоров Американского общества кинооператоров и Президентскую медаль Свободы.
- Оскар:

1. 1968: Лучшая женская роль — «Смешная девчонка»
2. 1976: Лучшая песня — «Evergreen (Love Theme from A Star Is Born)»

- Прайм-таймовая Эмми:

1. 1965: Выдающееся личное достижение в индустрии развлечений, актёры и исполнители — My Name is Barbra
2. 1995: Выдающееся личное выступление в развлекательной или музыкальной телепередаче — Barbra Streisand: The Concert
3. 1995: Выдающаяся развлекательная, музыкальная или юмористическая телепередача — Barbra Streisand: The Concert
4. 2001: Выдающееся личное выступление в развлекательной или музыкальной телепередаче — Timeless: Live in Concert

- Дневная Эмми:

1. 2001: Выдающийся специальный учебный сериал — Reel Models: The First Women of Film

- Грэмми:

1. 1964: Лучшее вокальное исполнение, женщины — The Barbra Streisand Album
2. 1964: Неклассический альбом года — The Barbra Streisand Album
3. 1965: Лучшее вокальное исполнение, женщины — «People» (из мюзикла Funny Girl)
4. 1966: Лучшее вокальное исполнение, женщины — My Name Is Barbra
5. 1977: Лучшее вокальное исполнение в стиле поп, женщины — «Evergreen (Love Theme from A Star Is Born)»
6. 1977: Песня года — «Evergreen (Love Theme from A Star Is Born)»
7. 1980: Лучшее вокальное исполнение в стиле поп дуэтом или группой — «Guilty» (с Барри Гиббом)
8. 1986: Лучшее вокальное исполнение в стиле поп, женщины — The Broadway Album
9. 1992: Специальная «Грэмми»: Grammy Legend Award (неконкурентная)
10. 1995: Специальная «Грэмми»: Grammy Lifetime Achievement Award (неконкурентная)

- Тони:

1. 1970: Специальный «Тони»: Звезда десятилетия (неконкурентная)

### Лайза Миннелли

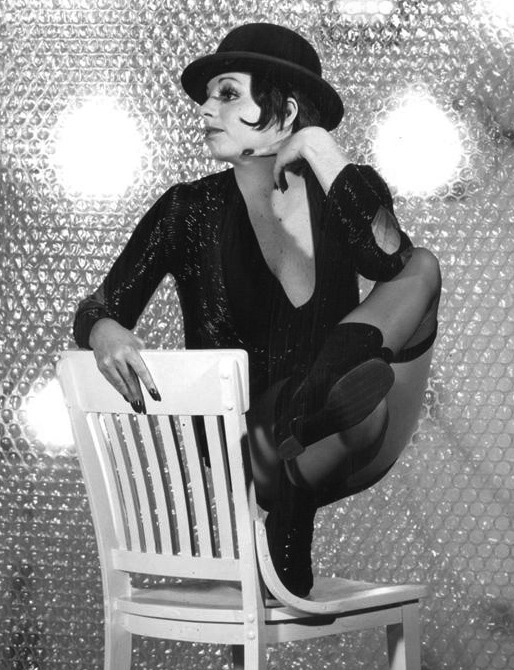
Лайза Миннелли имеет каждую из четырёх наград, завоевав четвёртую в 1990 году, но её «Грэмми» неконкурентна

Лайза Миннелли (род. 1946), актриса и певица, получила свою четвёртую награду в 1990 году. Между 1965 и 2009 годами Миннелли получила в общей сложности 7 наград.
- Оскар:

1. 1972: Лучшая женская роль — «Кабаре»

- Прайм-таймовая Эмми:

1. 1973: Выдающаяся непостоянная телепередача, развлекательное шоу и поп-музыка — Liza with a 'Z'. A Concert for Television

- Грэмми:

1. 1990: Специальная «Грэмми»: Grammy Legend Award (неконкурентная)

- Тони:

1. 1965: Лучшая актриса мюзикла в главной роли — Flora the Red Menace
2. 1974: Специальный «Тони» за «привнесение лоска к сезону на Бродвее» (неконкурентная)
3. 1978: Лучшая актриса мюзикла в главной роли — The Act
4. 2009: Лучшее специальное событие театральной сцены — Liza’s at The Palace…!

### Джеймс Эрл Джонс

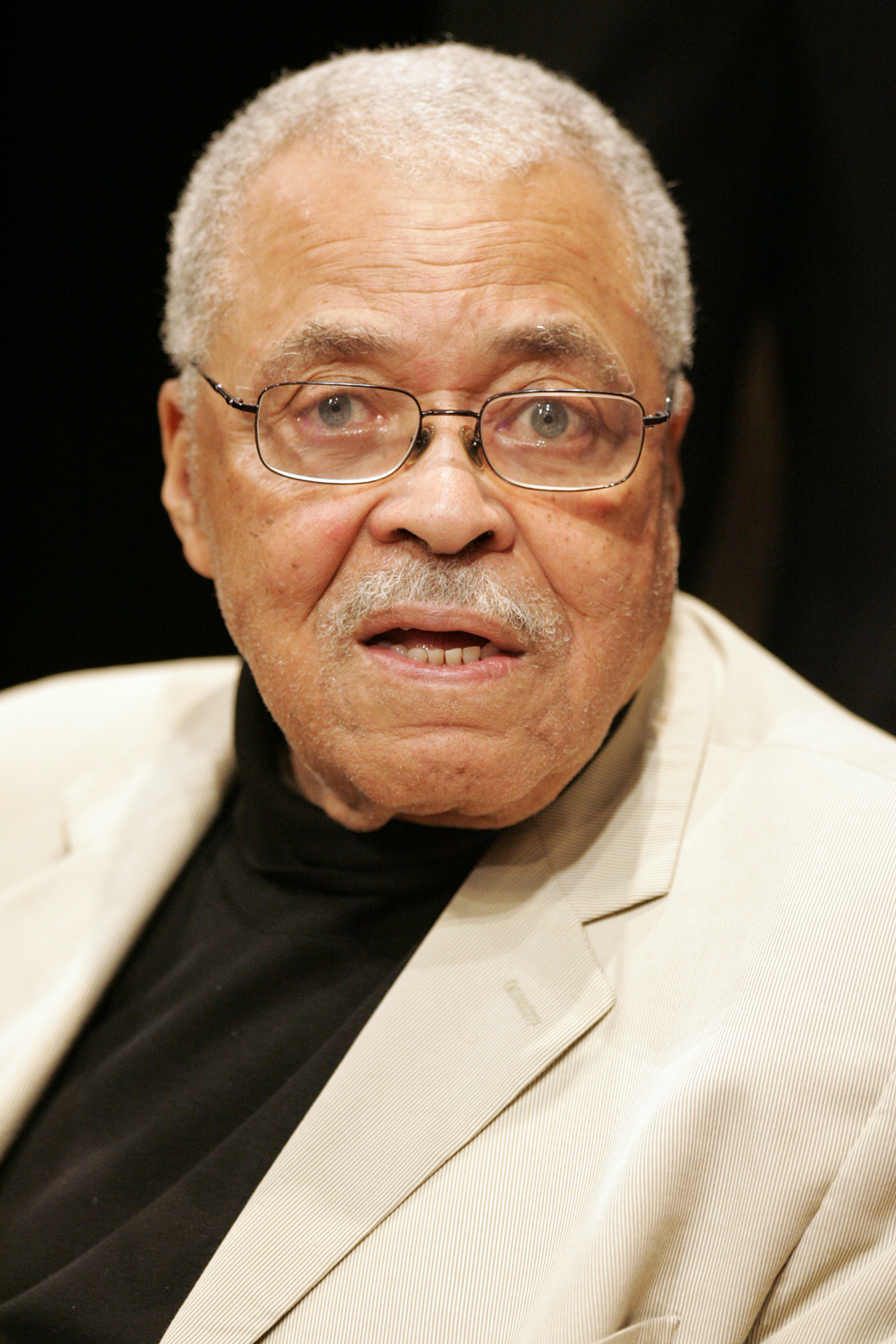
Джеймс Эрл Джонс имеет каждую из четырёх наград, завоевав четвёртую в 2012 году, но его «Оскар», как и у Гарри Белафонте, Куинси Джонса и Фрэнка Маршалла, неконкурентный

Джеймс Эрл Джонс (1931—2024), актёр, получил свою четвёртую награду в 2011 году. Между 1969 и 2011 годами Джонс получил в общей сложности 7 наград.
- Оскар:

1. 2011: Премия «Оскар» за выдающиеся заслуги в кинематографе (неконкурентная)

- Прайм-таймовая Эмми:

1. 1991: Выдающийся актёр драматического сериала в главной роли — Gabriel’s Fire
2. 1991: Выдающийся актёр мини-сериала или фильма в роли второго плана — Heat Wave

- Дневная Эмми:

1. 2000: Выдающийся исполнитель, специальные телепередачи для детей — Summer’s End

- Грэмми:

1. 1977: Лучшая речевая запись — Great American Documents

- Тони:

1. 1969: Лучший актёр спектакля в главной роли — The Great White Hope
2. 1987: Лучший актёр спектакля в главной роли — Fences
3. 2017: Специальный «Тони» за достижения в театре на протяжении жизни (неконкурентная)

### Гарри Белафонте

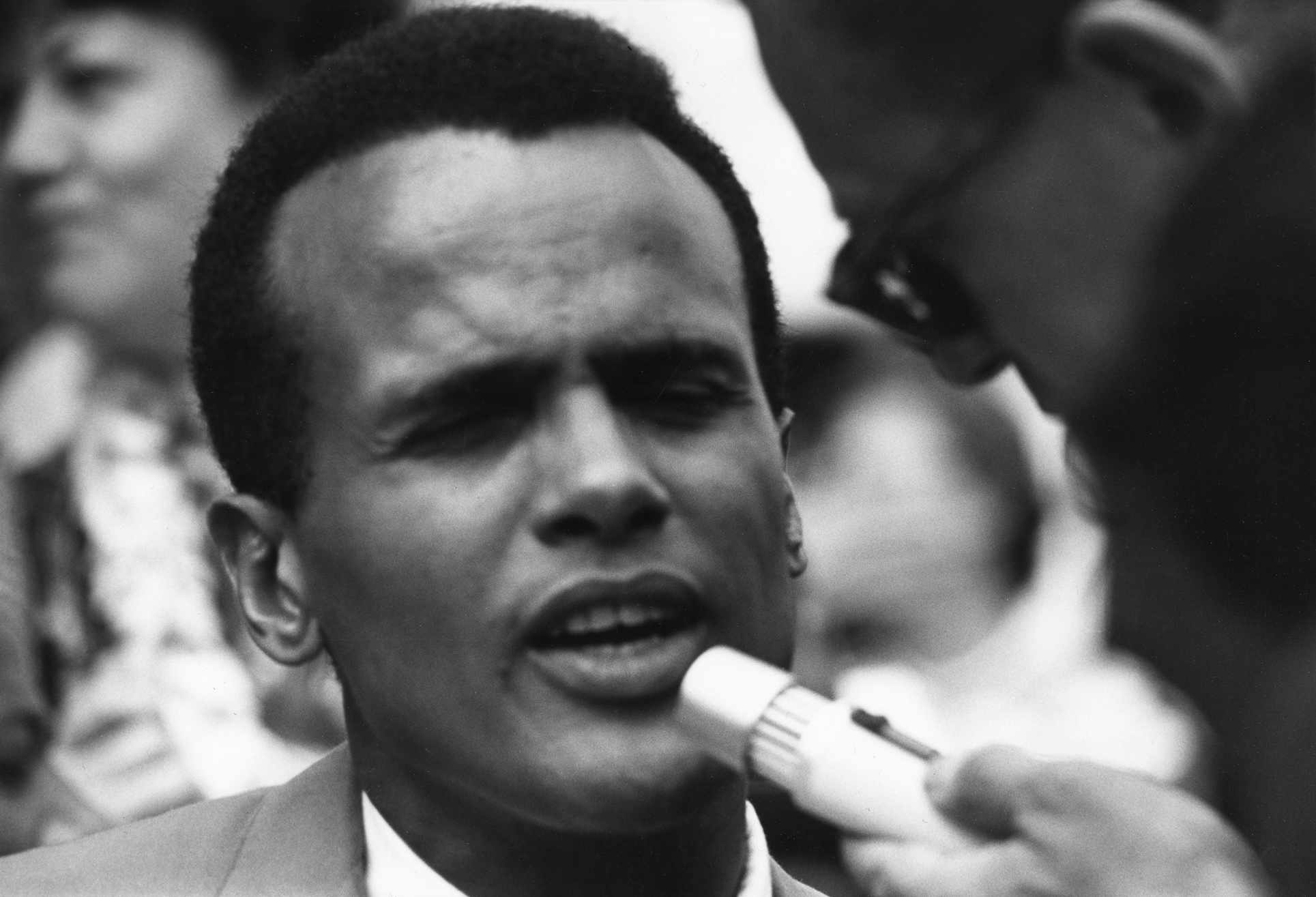
У Гарри Белафонте есть каждая из четырёх наград, но его «Оскар», как и у Джеймса Эрла Джонса, Куинси Джонса и Фрэнка Маршалла, неконкурентный

Гарри Белафонте (1927—2023), актёр, получил свою четвёртую награду в 2014 году. Между 1954 и 2014 годами Белафонте получил в общей сложности 6 наград.
- Оскар:

1. 2014: Премия имени Джина Хершолта (неконкурентная)

- Прайм-таймовая Эмми:

1. 1960: Выдающееся личное выступление в развлекательной или музыкальной телепередаче — Tonight with Belafonte — The Revlon Revue

- Грэмми:

1. 1961: Лучшее выступление в стиле фолк — Swing Dat Hammer
2. 1966: Лучшее выступление в стиле фолк — An Evening With Belafonte/Makeba
3. 2000: Зал славы Грэмми

- Тони:

1. 1954: Лучший исполнитель главной роли в мюзикле — John Murray Anderson’s Almanac

### Куинси Джонс

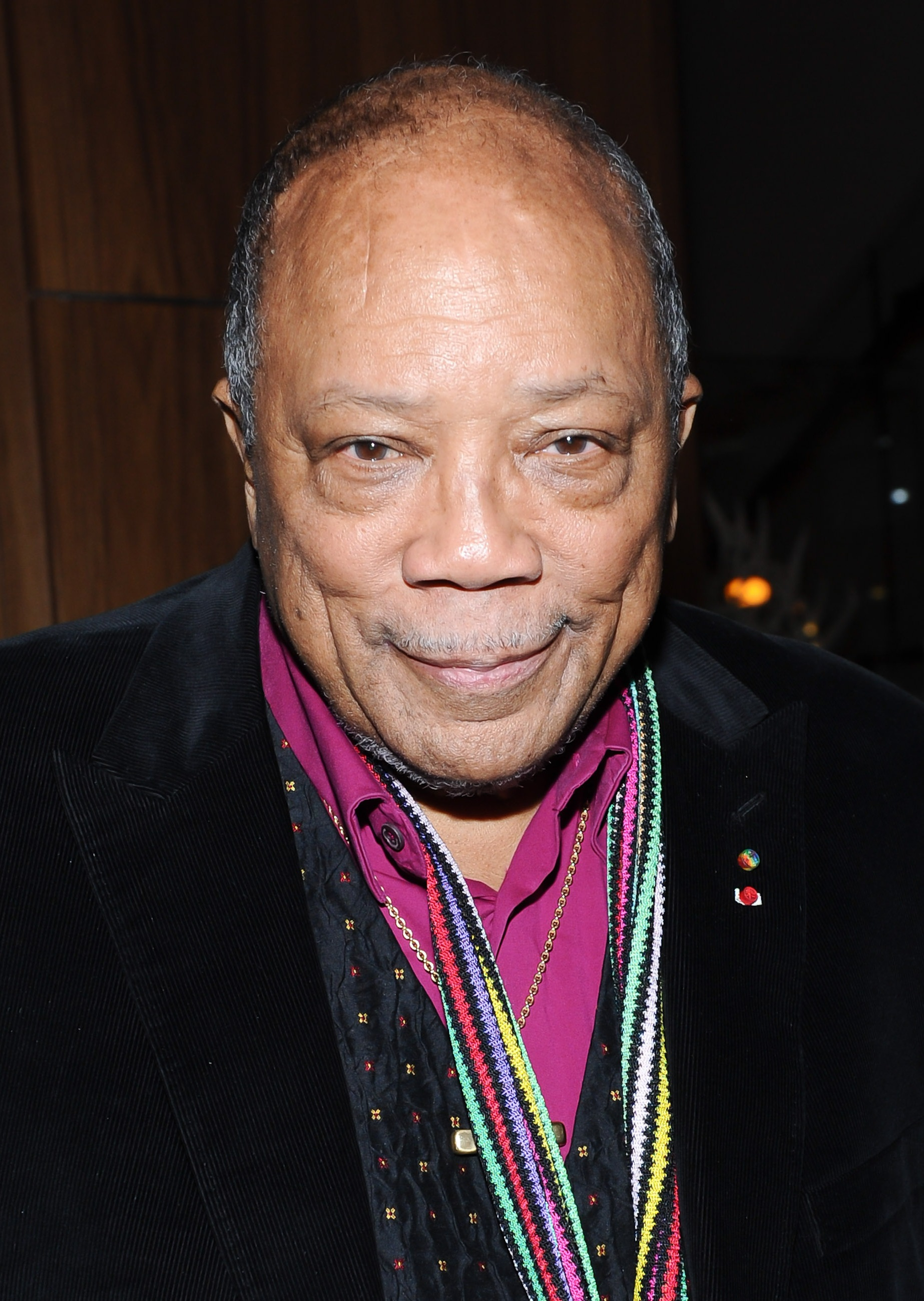
Куинси Джонс получил свою четвёртую награду в 2016 году как продюсер мюзикла «Цветы лиловые полей», но его «Оскар», как и у Джеймса Эрла Джонса, Гарри Белафонте и Фрэнка Маршалла, неконкурентный

Куинси Джонс (1933—2024), американский продюсер, актёр и композитор, получил свою четвёртую награду в 2016 году. Между 1964 и 2016 годами Джонс удостоен в общей сложности 31 награды — самое большое количество среди всех ЭГОТ. Он получил 27 премий «Грэмми» и Grammy Legend Award, присуждённую в 1992 году.
- Оскар:

1. 1994: Награда имени Джина Хершолта (неконкурентная)
2. 2024: Премия «Оскар» за выдающиеся заслуги в кинематографе (посмертно) (неконкурентная)

- Прайм-таймовая Эмми:

1. 1977: Выдающийся композитинг музыки к сериалу — Roots

- Грэмми:

1. 1964: Лучшая инструментальная аранжировка — «I Can’t Stop Loving You»
2. 1970: Лучшее иструментальное исполнение джаза, большие ансамбли или солист с большим ансамблем — Walking in Space
3. 1972: Лучшее инструментальное исполнение поп-музыки — Smackwater Jack
4. 1974: Лучшая инструментальная аранжировка — «Summer in the City»
5. 1979: Лучшая инструментальная аранжировка — заглавная тема The Wiz (увертюра, часть 1)
6. 1981: Лучшая инструментальная аранжировка — «Dinorah, Dinorah»
7. 1982: Продюсер года
8. 1982: Лучший вокальный аккомпанемент к инструментальной аранжировке — «Ai No Corrida»
9. 1982: Лучшая аранжировка к инструментальной записи — «Velas»
10. 1982: Лучший альбом к актёрскому представлению — Lena Horne: The Lady and Her Music
11. 1982: Лучшее вокальное выступление в стиле ритм-н-блюз дуэтом или группой — The Dude
12. 1984: Продюсер года (неклассическая музыка)
13. 1984: Лучшая запись для детей — E.T. the Extra-Terrestrial
14. 1984: Альбом года — Thriller
15. 1984: Запись года — «Beat It»
16. 1985: Лучшая аранжировка к инструментальной записи — «Grace (Gymnastics Theme)»
17. 1986: Лучшее короткое музыкальное видео — «We Are the World — The Video Event»
18. 1986: Лучшее вокальное исполнение поп-музыки дуэтом или группой — «We Are the World»
19. 1986: Запись года — «We Are the World»
20. 1991: Продюсер года (неклассическая музыка)
21. 1991: Лучший вокальный аккомпанемент к инструментальной аранжировке — «The Places You Find Love»
22. 1991: Лучшая аранжировка к инструментальной записи — «Birdland»
23. 1991: Лучшее выступление в стиле джаз-фьюжн — «Birdland»
24. 1991: Лучшее выступление в жанре рэп дуэтом или группой — «Back on the Block»
25. 1991: Альбом года — Back on the Block
26. 1994: Лучшее выступление большим джазовым оркестром — Miles & Quincy Live at Montreux
27. 2002: Лучшая речевая запись — Q: The Autobiography of Quincy Jones
28. 2019: Лучший музыкальный фильм — Quincy

- Тони:

1. 2016: Лучший возрождённый мюзикл («Цветы лиловые полей»)

### Фрэнк Маршалл

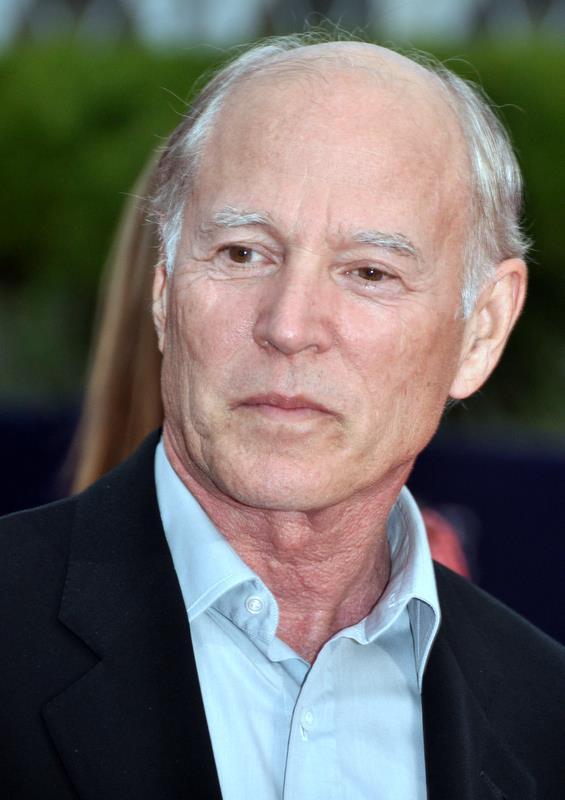
Фрэнк Маршалл получил свою четвёртую награду в 2023 году вместе с третьей, но его «Оскар», как и у Джеймса Эрла Джонса, Гарри Белафонте и Куинси Джонса, неконкурентный

Фрэнк Маршалл (род. 1946), американский кинопродюсер и режиссёр, получил свою третью и четвёртую награды в 2023 году. Между 2019 и 2023 годами Маршалл получил в общей сложности 4 награды. Он первый и единственный ЭГОТ, получивший спортивную премию «Эмми» и награду имени Ирвинга Тальберга.
- Оскар:

1. 2019: Награда имени Ирвинга Тальберга (неконкурентная)

- Спортивная Эмми:

1. 2023: Лучший документальный фильм в длинной форме — The Redeem Team

- Грэмми:

1. 2023: Лучший музыкальный фильм — «Джазовый фестиваль: История Нового Орлеана[англ.]»

- Тони:

1. 2022: Лучший мюзикл — «Странная петля[англ.]»